# Liste des versions de Fedora Linux
 (septembre 2022).
Liste des versions de Fedora Linux. Le rythme de sortie des nouvelles versions suit celui de GNOME, c'est-à-dire tous les six mois. Une fois sorties, les versions sont maintenues treize mois.

## Ensemble des versions

### Les versions
- Anciennes versions plus maintenues
- Anciennes versions maintenues
- Version actuelle
- Version avancée

| Nom du projet | Version (nom)          | GNOME  | Date de sortie   | Date de fin de vie | Noyau Linux |
| ------------- | ---------------------- | ------ | ---------------- | ------------------ | ----------- |
| Fedora Core   | 1 (Yarrow)             | 2.4.0  | 6 novembre 2003  | 20 septembre 2004  | 2.4.19      |
| Fedora Core   | 2 (Tettnang)           | 2.6.0  | 18 mai 2004      | 11 avril 2005      | 2.6.5       |
| Fedora Core   | 3 (Heidelberg)         | 2.8.1  | 8 novembre 2004  | 16 janvier 2006    | 2.6.9       |
| Fedora Core   | 4 (Stentz)             | 2.10.0 | 13 juin 2005     | 7 août 2006        | 2.6.11      |
| Fedora Core   | 5 (Bordeaux)           | 2.14.0 | 20 mars 2006     | 2 juillet 2007     | 2.6.15      |
| Fedora Core   | 6 (Zod)                | 2.16.0 | 24 octobre 2006  | 7 décembre 2007    | 2.6.18      |
| Fedora        | 7 (Moonshine)          | 2.18.0 | 31 mai 2007      | 13 juin 2008       | 2.6.21      |
| Fedora        | 8 (Werewolf)           | 2.20.1 | 8 novembre 2007  | 7 janvier 2009     | 2.6.23.1    |
| Fedora        | 9 (Sulphur)            | 2.22.1 | 13 mai 2008      | 10 juillet 2009    | 2.6.25      |
| Fedora        | 10 (Cambridge)         | 2.24.1 | 25 novembre 2008 | 18 décembre 2009   | 2.6.27      |
| Fedora        | 11 (Leonidas)          | 2.26.1 | 9 juin 2009      | 25 juin 2010       | 2.6.29.4    |
| Fedora        | 12 (Constantine)       | 2.28.0 | 17 novembre 2009 | 2 décembre 2010    | 2.6.31      |
| Fedora        | 13 (Goddard)           | 2.30   | 25 mai 2010      | 4 juin 2011        | 2.6.33      |
| Fedora        | 14 (Laughlin)          | 2.32   | 2 novembre 2010  | 8 décembre 2011    | 2.6.35      |
| Fedora        | 15 (Lovelock)          | 3.0    | 24 mai 2011      | 26 juin 2012       | 2.6.38      |
| Fedora        | 16 (Verne)             | 3.2.1  | 8 novembre 2011  | 12 février 2013    | 3.1.0       |
| Fedora        | 17 (Beefy Miracle)     | 3.4    | 29 mai 2012      | 30 juillet 2013    | 3.3.4       |
| Fedora        | 18 (Spherical Cow)     | 3.6    | 16 janvier 2013  | 14 janvier 2014    | 3.6         |
| Fedora        | 19 (Schrödinger's Cat) | 3.8    | 2 juillet 2013   | 6 janvier 2015     | 3.9         |
| Fedora        | 20 (Heisenbug)         | 3.10   | 17 décembre 2013 | 23 juin 2015       | 3.11        |
| Fedora        | 21                     | 3.14   | 9 décembre 2014  | 1er décembre 2015  | 3.16        |
| Fedora        | 22                     | 3.16   | 26 mai 2015      | 19 juillet 2016    | 4.0         |
| Fedora        | 23                     | 3.18   | 3 novembre 2015  | 20 décembre 2016   | 4.2         |
| Fedora        | 24                     | 3.20   | 21 juin 2016     | 8 août 2017        | 4.5         |
| Fedora        | 25                     | 3.22   | 22 novembre 2016 | 12 décembre 2017   | 4.8         |
| Fedora        | 26                     | 3.24   | 11 juillet 2017  | 1er juin 2018      | 4.11        |
| Fedora        | 27                     | 3.26   | 14 novembre 2017 | 30 novembre 2018   | 4.13        |
| Fedora        | 28                     | 3.28   | 1er mai 2018     | 28 mai 2019        | 4.16        |
| Fedora        | 29                     | 3.30   | 30 octobre 2018  | 26 novembre 2019   | 4.19        |
| Fedora        | 30                     | 3.32   | 30 avril 2019    | 26 mai 2020        | 5.0         |
| Fedora        | 31                     | 3.34   | 29 octobre 2019  | 24 novembre 2020   | 5.3         |
| Fedora        | 32                     | 3.36   | 28 avril 2020,   | 25 mai 2021        | 5.6         |
| Fedora        | 33                     | 3.38   | 27 octobre 2020  | 30 novembre 2021   | 5.8         |
| Fedora        | 34                     | 40.0   | 27 avril 2021    | 7 juin 2022        | 5.11        |
| Fedora Linux  | 35                     | 41.0   | 2 novembre 2021  | 15 novembre 2022   | 5.14        |
| Fedora Linux  | 36                     | 42.0   | 10 mai 2022      | 16 mai 2023        | 5.17        |
| Fedora Linux  | 37                     | 43.0   | 15 novembre 2022 | 5 décembre 2023    | 6.0         |
| Fedora Linux  | 38                     | 44.0   | 18 avril 2023    | 14 mai 2024        | 6.2         |
| Fedora Linux  | 39                     | 45.0   | 7 novembre 2023  | 12 novembre 2024   | 6.5         |
| Fedora Linux  | 40                     | 46.0   | 23 avril 2024    | 13 mai 2025        | 6.8         |
| Fedora Linux  | 41                     | 47.0   | 29 octobre 2024  | 12 décembre 2025   | 6.11        |
| Fedora Linux  | 42 (Adams)             | 48.0   | 15 avril 2025    |                    | 6.14        |
| Fedora Linux  | 43                     | 49.0   | 21 octobre 2025  |                    | > 6.15      |

## Détail version par version

### Fedora Core 1 -Yarrow
Parue le 6 novembre 2003, « Yarrow » était la première version de Fedora Core. Elle était bâtie sur un noyau 2.4.19 et était la dernière distribution de Red Hat à paraître avec un noyau 2.4. Trois CD devaient être téléchargés (six avec les fichiers sources SRPM) pour son installation. Elle incluait également les dernières versions de GNOME (2.4.0) et de KDE (3.1.4) disponibles à l'époque. Bien qu'il ait été clairement mentionné que Fedora ne pouvait pas lire les fichiers MP3 d'emblée, de nombreux utilisateurs ne furent pas déçus.
Fedora Core 1 fut également la première version de Fedora Core à proposer un démarrage en mode graphique grâce à RHGB (Red Hat Graphical Boot) et un noyau optimisé pour le déploiement de la distribution à grande échelle (nptl - Native Posix Thread Library).

### Fedora Core 2 -Tettnang
Parue le 18 mai 2004, « Tettnang » était dévoilée. Il s'agissait de la première distribution GNU/Linux à inclure un noyau de la branche 2.6. Fedora Core 2 fut sujette à de nombreux problèmes : tout d'abord, il était difficile d'installer les pilotes propriétaires, comme ceux de Nvidia car l'option 4KSTACK était activée, et des pilotes semblables ne fonctionnaient qu'avec l'option 8KSTACK ; Fedora Core 2 incluait également pour la première fois SELinux, qui engendrait des problèmes de configuration supplémentaires.
Pourtant, Tettnang confirma la volonté du Fedora Project d'aller de l'avant et de profiter des dernières innovations disponibles : elle fut donc la première distribution à inclure X.Org, en remplacement de XFree86, ainsi que SELinux, bien que désactivé. Elle poursuivit également son éloignement de Red Hat en renommant tous les utilitaires de configuration « redhat-config-... » par « system-config-... ».

### Fedora Core 3 -Heidelberg
Parue le 8 novembre 2004, « Heidelberg » confirma la popularité de la distribution auprès des utilisateurs. Elle opérait avec le noyau 2.6.9 et GNOME 2.8, et adoptait également Firefox, concrétisant la transition de nom depuis Mozilla.
Fedora Core 3 comprenait dans son installation de base le dépôt « Extras », exclusivement maintenu par la communauté et proposant des paquetages supplémentaires.
Cette version marqua le premier recul de l'environnement visuel Bluecurve, qui devait être une synthèse entre les deux bureaux principaux : GNOME et KDE. Fedora Core 3 a servi de fondement à RHEL 4.

### Fedora Core 4 -Stentz
Sortie le 13 juin 2005, « Stentz » était la première distribution à être compilée avec la nouvelle version de GCC, ce qui améliorait sensiblement ses performances. L'inconvénient de cette mise à jour fut la nécessité de reconstruire tous les paquetages.
La confiance dans le dépôt « Extras » fut clairement affichée car on lui confia de nombreux paquetages faisant double emploi avec ceux de l'installation de la distribution.
Éclipse était également présent, et était disponible depuis le programme d'installation, Anaconda. À ce propos, Éclipse était entièrement fonctionnel sous la première version de GCJ, compilateur Java du projet GNU, qui faisait son entrée avec cette version de Fedora. De même, l'environnement de virtualisation Xen était disponible depuis cette édition.
Sur le plan visuel, Bluecurve fut abandonné. Le thème de GNOME 2.10 proposé fut le célèbre Clearlooks, par ailleurs l'aspect graphique général n'a pas été modifié, pour la première fois pendant un cycle.
Fedora Core 4 est connue pour avoir été l'une des distributions les plus utilisées en entreprise.[réf. nécessaire]

### Fedora Core 5 -Bordeaux
Sortie le 20 mars 2006, « Bordeaux » a été la première version à inclure Mono et des fonctionnalités fondées sur Mono, comme Beagle, F-Spot et Tomboy. Cette inclusion fut motivée par la récente protection de la technologie Mono par l'OIN. En plus de ces nouveautés, on note la disponibilité d'une interface graphique pour le gestionnaire de paquetages Yum. Pup, pour Packages Updater, se présente sous la forme d'un daemon (Device And Executable MONitor), interpelant régulièrement les dépôts, en arrière-plan, en quête de la présence de mises à jour. Quant à Yellowdog Updater, Modified, sa présence est renforcée, car le programme d'installation de la distribution se fonde sur lui pour assurer la cohérence des paquetages après installation.
Un nouveau dépôt fait également son entrée : Fedora Legacy, garantissant un support prolongé pour les versions de Fedora Core.
Enfin, Fedora Core 5 inaugure la naissance de l'équipe responsable de l'aspect graphique de la distribution, avec l'environnement « Bubble », thème qui sera renouvelé pour chaque version suivante.

### Fedora Core 6 -Zod
Parue le 24 octobre 2006, « Zod » est la première distribution à accommoder les nouveaux ordinateurs Apple utilisant les processeurs Intel.
Les images ISO sont de plus petite taille, grâce à l'utilisation du système de fichier SquashFS, dont la gestion a été intégrée au programme d'installation. Ce dernier gère également mieux les dépôts de Yum, en permettant d'y accéder durant la phase d'installation.
C'est la première version de Fedora Core à intégrer le bureau 3D Compiz, grâce à l'utilisation de la technologie AIGLX.
Une nouvelle version de Yum est également proposée, améliorant significativement les performances. Fedora Core 6 a servi de fondement à RHEL 5.

### Fedora 7 -Moonshine
« Moonshine » est parue le 31 mai 2007. Des nouveautés ont fait leur apparition, en plus des traditionnelles mises à jour des composants. Le noyau par défaut était 2.6.21 et comportait, entre autres, une nouvelle pile FireWire, un nouveau système de gestion de l’énergie, une nouvelle gestion des disques P-Ata et une nouvelle pile Wi-Fi.
Fedora, et non plus Fedora Core, les dépôts « Core » et « Extras » ayant fusionné, voit l'ajout d'un outil permettant de renvoyer, avec l'accord explicite des utilisateurs, des informations relatives à la configuration de leur appareil. Smolt, c'est son nom, a pour objectif d'orienter les futurs développements de pilotes matériels, afin de mieux supporter les composants les plus répandus.
La virtualisation n'est pas non plus en reste avec l'intégration d'une nouvelle version de Xen et de son futur remplaçant, K.V.M. Enfin, Fedora 7 intègre le pilote du projet « Nouveau », pilote libre 3D pour cartes graphiques Nvidia.

### Fedora 8 -Werewolf
« Werewolf » est sortie le 8 novembre 2007. Dans le cycle de développement de la distribution, elle est considérée comme une version de mise à jour de Fedora 7. Néanmoins, les nouveautés proposées restent conséquentes : en effet, il s'agit de la première version de Fedora à proposer différentes images ISO. Les images ISO « Games », « Developer » et « Electronic Lab » ont donc vu le jour en même temps que la version officielle.
Sous le capot, Fedora embarque le nouveau serveur de sons PulseAudio, ainsi que CodecBuddy, un assistant capable de proposer des codecs appropriés lorsque la lecture des médias n'est pas possible.
Le design de Fedora 8 est également novateur, car les nuances des couleurs du fond d'écran changent au fil des heures de la journée. D'autres améliorations ont également été apportées aux outils de configuration du système, comme system-config-firewall et system-config-printer. Fedora 8 marquera les esprits en intégrant IcedTea (en), une version totalement libre de Java 1.7.
Enfin, Fedora 8 intègre une nouvelle fonctionnalité de GNOME 2.22, OnlineDesktop, dont l'objectif est de lier le bureau de l'utilisateur à différents services web.

#### Fedora Electronic Laboratory
Apparu avec Fedora 8, le Fedora Electronic Laboratory (FEL) consiste en un Live CD Fedora contenant toute une suite de logiciels libres dédiés à la CAO électronique et à la conception de systèmes embarqués :
- Simulation de circuits analogiques ou mixtes : gnucap, ngspice (SPICE), qucs.
- Simulation de circuits numériques : IRSIM
- Conception de circuits VLSI : Alliance VLSI CAD System, Magic, toped, netgen.
- PCB : gEDA, kicad.
- Saisie de schémas électroniques : Xcircuit, geda-gschem.
- Conception et simulation HDL : ghdl, freehdl, Icarus Verilog.
- IDE, programmation et simulation de microcontrôleurs PIC Microchip : gpsim, ktechlab, piklab.
- Programmation de microcontrôleurs AVR Atmel : sdcc.

### Fedora 9 -Sulphur
« Sulphur » est parue le 13 mai 2008. Elle propose un noyau linux 2.6.25 disposant notamment du support, expérimental, du système de fichier ext4. GNOME a été également mis à jour, intégrant par exemple la World Clock Applet, mais il faut surtout souligner la disponibilité de KDE 4.0.3. Upstart se voit installé conjointement avec SysVinit, ce qui assure un démarrage plus rapide. PackageKit fait son apparition et tendra à remplacer les gestionnaires graphiques de la plupart des distributions. Il remplace Pirut et Pup anciennement utilisés. Le programme d'installation permet également de chiffrer les partitions et de modifier leur taille. Enfin, on remarquera l'intégration de TeX Live, remplaçant teTeX, ainsi que de l'ajout de Swfdec (un plugin flash, libre, plus léger, mais cependant incomplet).

### Fedora 10 -Cambridge
Fedora 10 « Cambridge » est parue le 25 novembre 2008. Elle incorpore un noyau Linux 2.6.27 qui permet une meilleure gestion du Wi-Fi et des webcams, KDE 4.1 et GNOME 2.24, OpenOffice.org 3.0 et Xfce 4.6. Le démarrage est maintenant plus rapide et entièrement graphique grâce au remplacement de RHGB par Plymouth. Deux nouveaux environnements de bureaux, légers, ont été ajoutés LXDE et Sugar. La gestion des logiciels est également accélérée et facilitée avec PackageKit et RPM 4.6.

### Fedora 11 -Léonidas
Fedora 11 « Léonidas » est parue le 9 juin 2009. Elle intègre un noyau Linux 2.6.29, KDE 4.2 et GNOME 2.26, Xfce 4.6.1, OpenOffice.org 3.1.0, Mozilla Firefox 3.5, Mozilla Thunderbird 3 (version bêta 2), RPM 4.7 et GCC 4.4.
ext4 est désormais le système de fichier par défaut, sauf pour la partition /boot. KMS est activé par défaut sur les pilotes de chipset graphique d'Intel, et est activable grâce au pilote Nouveau sur ceux de nvidia. Le démarrage est annoncé comme plus rapide, avec un objectif de moins de 20 secondes.

### Fedora 12 -Constantine
Fedora 12 est parue le 17 novembre 2009. Elle intègre un noyau Linux 2.6.31.5, GNOME 2.28.0, KDE 4.3.2, Xfce 4.6.1, OpenOffice.org 3.1.1, Firefox 3.5.5 et PHP 5.3.0.
Empathy est le logiciel de messagerie instantanée par défaut sous GNOME, qui remplace Pidgin. Un ajout permettant d'utiliser ext4 y compris sur la partition /boot est intégré au chargeur d'amorçage GRUB. KMS est désormais activé par défaut sur les pilotes de chipset graphique de nvidia grâce au pilote libre Nouveau.

### Fedora 13 -Goddard
Fedora 13 est parue le 25 mai 2010.
Elle intègre un noyau Linux 2.6.33, GNOME 2.30, KDE 4.4, Python 3. Elle apporte quelques fonctionnalités nouvelles (voir la note de version) :
- Installation automatique des pilotes d'imprimantes, des packs de langues,
- Refonte de l'outil de gestion des comptes utilisateurs,
- Gestion de la colorimétrie pour calibrer les écrans et les scanners,
- Prise en charge expérimentale de la 3D pour les cartes vidéos NVIDIA,
- Support de l'authentification des utilisateurs avec SSSD,
- Intégration expérimentale du système de fichiers Btrfs (permettant notamment la gestion de clichés et de points de restauration),
- Support complet des spécifications de Java EE 6 dans Netbeans 6.8.

### Fedora 14 -Laughlin
Fedora 14 est parue le 2 novembre 2010.
Celle-ci intègre dans cette nouvelle version le noyau Linux 2.6.35, GNOME 2.32, KDE 4.5 mais aussi Perl 5.12, Python 2.7, Boost 1.44 ainsi que l'environnement Sugar dans sa version 0.90. D'autres nouveautés sont également présentes :
- Intégration de Spice,
- Intégration de l'environnement Meego,
- Sortie sur l'Amazon EC2,
- Support du langage de programmation D.

### Fedora 15 -Lovelock
Fedora 15 est parue le 24 mai 2011.
Elle intègre un noyau Linux 2.6.38, GNOME 3.0, KDE 4.6, Python 2.7. Elle apporte un changement majeur dans la gestion des scripts d'initialisation avec l'abandon de SysVinit au profit de systemd. L'aspect visuel change également avec l'adoption de GNOME Shell, distribué avec GNOME 3.0.
D'autres nouveautés sont également arrivées dans cette version :
- Intégration d'un pare-feu dynamique,
- Amélioration dans la gestion de l'énergie,
- Remplacement, lorsque possible, des applications « setuid ».

### Fedora 16 -Verne
Fedora 16 est parue le 8 novembre 2011.
Cette version fait hommage à Dennis Ritchie et à l'auteur français de science-fiction Jules Verne (dont elle porte le nom). Celle-ci intègre un noyau Linux 3.1.0, GNOME 3.2, KDE 4.7, Perl 5.14 et la nouvelle révision du langage de programmation D, D2. En dehors de ces mises à jour principales, cette nouvelle version apporte :
- une amélioration de la prise en charge du cloud, comprenant Aeolus Conductor, Condor Cloud, HekaFS, OpenStack et pacemaker-cloud,
- un certain nombre d'améliorations du système central, dont GRUB 2 et la suppression de HAL,
- une meilleure prise en charge de la virtualisation.

### Fedora 17 -Beefy Miracle
Fedora 17 est sortie le 29 mai 2012.
Cette version se nomme Beefy Miracle, proposé à l'origine pour la version 16.
Voici les nouveautés principales de Fedora 17 :
- GNOME 3.4 et KDE 4.8.
- OpenStack, Eucalyptus et Open Nebula.
- ICC pour les profiles de couleurs (impression) et amélioration de GIMP.
- Aussi des améliorations de performances au niveau de la virtualisation.

### Fedora 18 -Spherical Cow
Fedora 18 est sortie le 15 janvier 2013.
Cette version se nomme Spherical Cow.
Voici les nouveautés principales de Fedora 18 :
- Intégration d'un nouvel installeur : Anaconda
- GNOME Shell 3.6, KDE 4.9 et Xfce 4.10
- Noyau Linux 3.6.10
- Samba 4
- Perl 5.16, Python 3.3, Rails 3.2
- Prise en charge du Secure Boot UEFI
- Une meilleure prise en charge d'Active Directory grâce à FreeIPA v3
- Possibilité de créer des points d'accès à l'aide de NetworkManager
- Gestion des terminaux en 256 couleurs
- Mises à jour hors ligne du système en utilisant systemd et PackageKit
- firewalld remplace system-config-firewall par défaut
- Meilleure prise en charge du cloud computing avec l'inclusion d'Eucalyptus, Heat et OpenStack Folsom
- Ajout du futur gestionnaire de paquet DNF qui remplacera Yum

### Fedora 19 -Schrödinger's cat
Fedora 19 est sortie le 2 juillet 2013.
Cette version se nomme Schrödinger's Cat.
Voici les nouveautés principales de Fedora 19, :
- GNOME 3.8, Xfce 4.10, KDE 4.10, MATE 1.6
- LibreOffice 4.1
- MySQL est remplacé par MariaDB
- Cups 1.6
- PHP 5.5, Ruby 2.0, Erlang R16
- GCC 4.8, Clang 3.3
- Noyau Linux en version 3.9.5
- RPM 4.11
- Amélioration de l'installeur
- Outils pour gérer l'impression 3D

### Fedora 20 -Heisenbug
Fedora 20 est sortie le 17 décembre 2013.
Cette version se nomme Heisenbug.
Voici les nouveautés principales de Fedora 20 :
- GNOME 3.10.2 (nouveau logiciel de gestion de paquets, GNOME Software ; apparition de la nouvelle application GNOME Music ; barre du haut unifiée à droite)
- Noyau Linux en version 3.13
- KDE 4.12.2
- Enlightenment version 1.7
- Environnement de bureau SoaS (Sugar on a stick)

À noter que cette version marque les 10 ans du projet Fedora.

### Fedora 21
Fedora 21 est sortie le 9 décembre 2014. Cette version marque l’arrêt des noms de versions. Le développement de cette version a pris un an. Des versions plus ciblées ont fait leur apparition : Workstation, Server et Cloud.
Voici les nouveautés principales de Fedora 21 :
- GNOME 3.14
- Noyau Linux en version 3.16.3
- KDE 4.14

### Fedora 22
Fedora 22 est sortie le 26 mai 2015.
Voici les nouveautés principales de Fedora 22 :
- GNOME 3.16
- Noyau Linux en version 4.0
- KDE Plasma 5.3
- Remplacement du gestionnaire de paquet par défaut Yum par DNF.

### Fedora 23
Fedora 23 est parue le 3 novembre 2015. Elle n’est plus maintenue depuis le 20 décembre 2016.
Voici les principales nouveautés de Fedora 23 :
- GNOME 3.18
- Noyau Linux en version 4.2
- LibreOffice 5.0
- Python 3 est devenue la version par défaut
- Unicode 8.

### Fedora 24
Fedora 24 est sortie le 21 juin 2016. Elle n’est plus maintenue depuis le 8 août 2017.
Voici les principales nouveautés de Fedora 24, :
- GNOME 3.20 ;
- Noyau Linux en version 4.5 ;
- NetworkManager 1.2 ;
- GCC passe en version 6.1 ;
- GNU C Library passe à la version 2.23 ;
- Python passe en version 3.5 ;
- Node.js 4.2.

### Fedora 25
Fedora 25 est sortie le 22 novembre 2016. Elle n’est plus maintenue depuis le 12 décembre 2017.
Les principales nouveautés sont,, :
- GNOME 3.22 ;
- Noyau Linux en version 4.8 ;
- Wayland par défaut uniquement pour la version Workstation GNOME ;
- Ajout du compilateur Rust ;
- PHP 7.0 ;
- Node.js 6.9.

### Fedora 26
Fedora 26, est sortie le 11 juillet 2017. Elle n’est plus maintenue depuis le 1er juin 2018.
Les principales nouveautés de Fedora 26 sont :
- GNOME 3.24 ;
- Noyau Linux en version 4.11 ;
- GCC passe en version 7.0 ;
- DNF 2.5[64] ;
- Python 3.6.

### Fedora 27
Fedora 27, est sortie le 14 novembre 2017. Elle n’est plus maintenue depuis le 30 novembre 2018.
Les principales nouveautés de Fedora 27 sont :
- GNOME 3.26 ;
- Noyau Linux en version 4.13 ;
- LibreOffice 5.4 ;
- GNU C Library passe à la version 2.23 ;
- Node.js 8.6.

### Fedora 28
Fedora 28, sortie le 1er mai 2018. Elle n’est plus maintenue depuis le 28 mai 2019.
Les principales nouveautés de Fedora 28 sont :
- GNOME 3.28 ;
- Noyau Linux en version 4.16 ;
- GCC passe en version 8.0 ;
- GNU C Library passe à la version 2.27 ;
- Ruby 2.5 ;
- Django 2.0 ;
- LibreOffice 6.0 ;
- Activation de la modularité pour la version Serveur.

### Fedora 29
Fedora 29, est sortie le 30 octobre 2018. Elle n’est plus maintenue depuis le 26 novembre 2019.
Les principales nouveautés sont :
- GNOME 3.30 ;
- Noyau Linux en version 4.18 ;
- Nodejs en version 10.x LTS ;
- Python en version 3.7 ;
- Activation de la modularité pour les versions Workstation et Cloud ;
- DNF en version 4.0 ;
- Retrait de Yum[69].

### Fedora 30
Fedora 30, est sortie le 30 avril 2019. Elle n’est plus maintenue depuis le 26 mai 2020. Les principales nouveautés sont :
- GNOME 3.32 ;
- Noyau Linux en version 5.0 ;
- GCC 9.0 ;
- Bash 5.0 ;
- fish 3.0 ;
- Ruby 2.6.2 ;
- Ajout des environnements de bureau Deepin et Pantheon.

### Fedora 31
Fedora 31, est sortie le 29 octobre 2019. Elle n’est plus maintenue depuis le 24 novembre 2020. Les principales nouveautés sont :
- GNOME 3.34 ;
- Noyau Linux en version 5.3 ;
- Activation des Cgroups v2 par défaut[72] ;
- GNU C Library passe à la version 2.30 ;
- Nodejs en version 12.x LTS ;
- PHP 7.3 ;
- Apache 2.4 ;
- MariaDB 10.3 ;
- PostgreSQL 11.5 ;
- Nginx 1.16 ;
- GLPI 9.4 ;
- Plus de dépôts i686 ;
- Suppression massive des paquets Python 2 ;
- La commande python redirige vers python3 et plus vers python2 ;
- Go 1.13 ;
- Retrait de Yum ;
- Firefox utilise Wayland par défaut.

### Fedora 32
Fedora 32, est sortie le 28 avril 2020, dont les principales nouveautés sont :
- GNOME 3.36 ;
- Noyau Linux en version 5.6 ;
- GCC et LLVM v10 ;
- Python 3.8 ;
- Django 3 ;
- Ruby 2.7 ;
- PHP 7.4.

### Fedora 33
Fedora 33, est sortie le 27 octobre 2020, dons les principales nouveautés sont :
- GNOME 3.38 ;
- Noyau Linux en version 5.8 ;
- Btrfs devient le système de fichiers par défaut sur la variante Workstation ;
- nano devient l’éditeur de texte par défaut ;
- Python 3.9 ;
- Ruby on Rails 6.0 ;
- Node.js en version 14.x.

### Fedora 34
Fedora 34, est sortie le 20 avril 2021 avec ces principales nouveautés :
- Noyau Linux en version 5.11 ;
- Activation par défaut de systemd-oomd ;
- Routage de tout l’audio via PipeWire ;
- GNOME 40.0 ;
- Activation par défaut de Wayland avec KDE Plasma ;
- Plasma 5.21 ;
- Xfce 4.16 ;
- LXQt 0.16 ;
- Ajout de i3 ;
- LLVM 12 ;
- Ruby 3.0.

### Fedora Linux 35
Fedora Linux 35, est sortie le 2 novembre 2021 avec les principales nouveautés suivantes :
- Noyau Linux en version 5.14 ;
- GNOME 41.0, permettant notamment une meilleure gestion de l'énergie[78] ;
- Python 3.10 ;
- PHP 8.0 ;
- Node.js 16.x ;
- LLVM 13.0 ;
- FirewallD (en) 1.0 ;
- Sphinx 4.0.

### Fedora Linux 36
Fedora Linux 36, est sortie le 10 mai 2022 avec les principales nouveautés suivantes, :
- Noyau Linux en version 5.17 ;
- GNOME 42.0 ;
- GCC 12 ;
- LLVM 14 ;
- OpenSSL 3.0 ;
- Django 4.0 ;
- Ruby 3.1 ;
- Ruby on Rails 7.0 ;
- Ansible 5.0 ;
- Podman 4.0.

### Fedora Linux 37
Fedora Linux 37, est sortie le 15 novembre 2022 avec les changements suivants :
- Noyau Linux en version 5.19 ;
- GNOME 43.0 ;
- Python 3.11 ;
- Node.js v18 ;
- Mumble 1.4 ;
- GNU Emacs 28.

### Fedora Linux 38
Fedora Linux 38, est sortie le 18 avril 2023 avec les principales nouveautés suivantes, :
- Noyau Linux en version 6.2 ;
- GNOME 44.0 ;
- Spin Sway ;
- Spin Budgie ;
- Spin Mobility Phosh[84] ;
- LLVM 16 ;
- GCC 13 ;
- GNU Make 4.4 ;
- GNU C Library 2.37 ;
- GNU Binutils 2.39 ;
- Ruby 3.2 ;
- Go 1.20.

### Fedora Linux 39
Fedora Linux 39 est sortie le 7 novembre 2023. Les principales nouveautés sont :
- Noyau Linux en version 6.5 ;
- GNOME 45.0 ;
- Python 3.12 ;
- Boost 1.81.

### Fedora Linux 40
Fedora Linux 40 est sortie le 23 avril 2024. Les principales nouveautés sont :
- Noyau Linux en version 6.8 ;
- GNOME 46.0 ;
- KDE Plasma 6 ;
- Podman 5 ;
- LLVM 18 ;
- wget 2.

### Fedora Linux 41
Fedora Linux 41 est sortie le 22 octobre 2024 avec les principales nouveautés suivantes :
- Noyau Linux en version 6.11 ;
- GNOME 47.0 ;
- DNF 5 par défaut[88] ;
- Nouvel installeur Anaconda utilisé par défaut. Développé avec des technologies Web. Il permet la gestion du chiffrement des disques ;
- Python 3.13 ;
- Retrait de Python 2 ;
- GIMP 3 ;
- GNOME Workstation tournant uniquement avec Wayland.

### Fedora Linux 42
Fedora Linux 42 est sortie le 15 avril 2025. Les principales nouveautés sont :
- Noyau Linux en version 6.14 ;
- GNOME 48.0 ;
- GCC 15 ;
- Nouvel installeur Anaconda.

### Fedora Linux 43
Fedora Linux 43 est prévue pour le 21 octobre 2025. Les principales nouveautés seront :
- Noyau Linux en version > 6.15 ;
- GNOME 49.0.

## Captures d’écran de bureau des versions

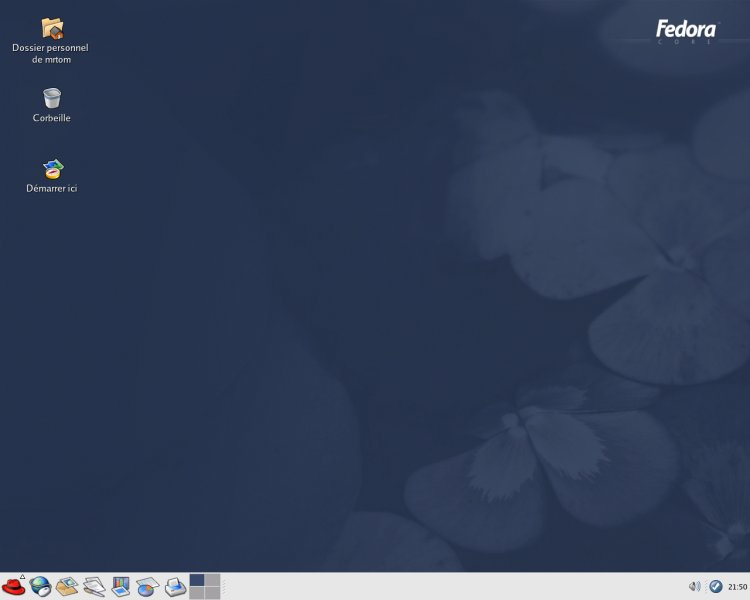
Fedora Core 1 : GNOME avec le thème Bluecurve.
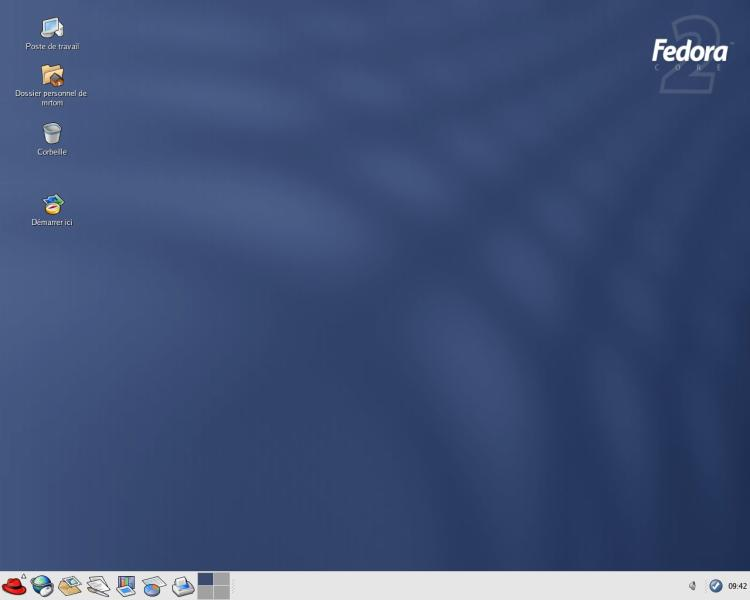
Fedora Core 2 (mai 2004) : GNOME avec le thème Bluecurve.
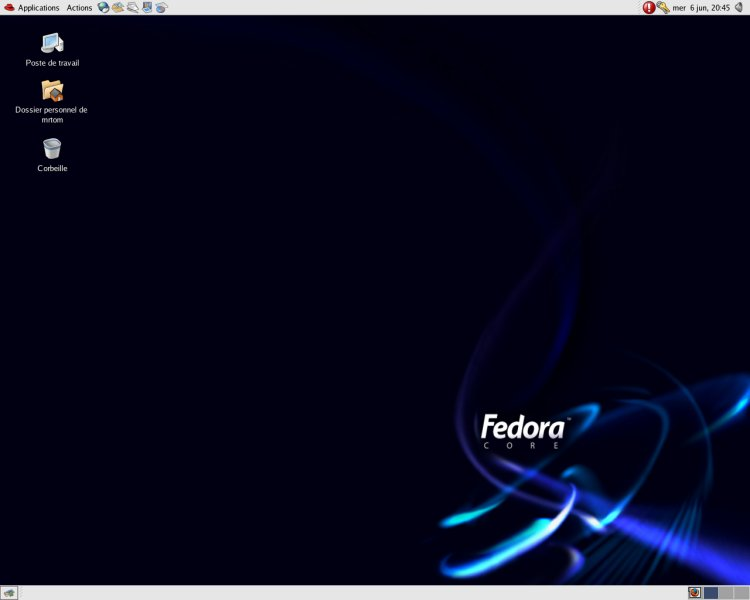
Fedora Core 3 (novembre 2004) et GNOME.
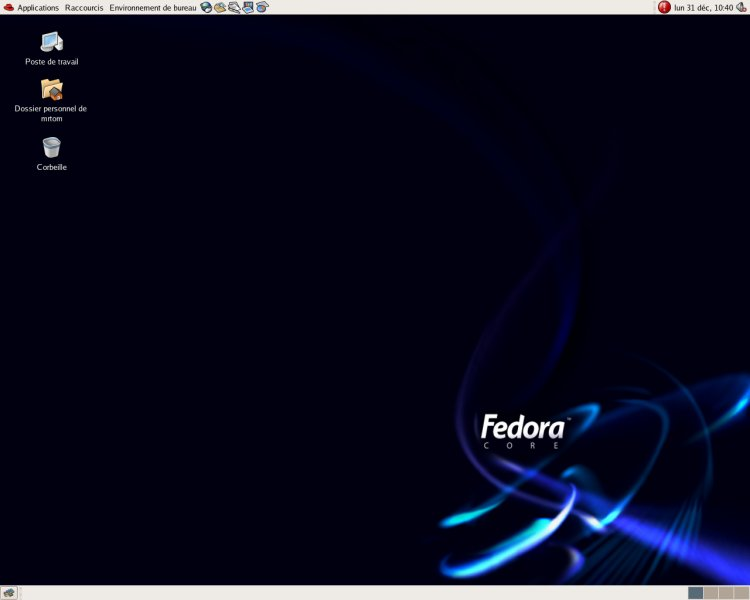
Fedora Core 4 (juin 2005) et GNOME.
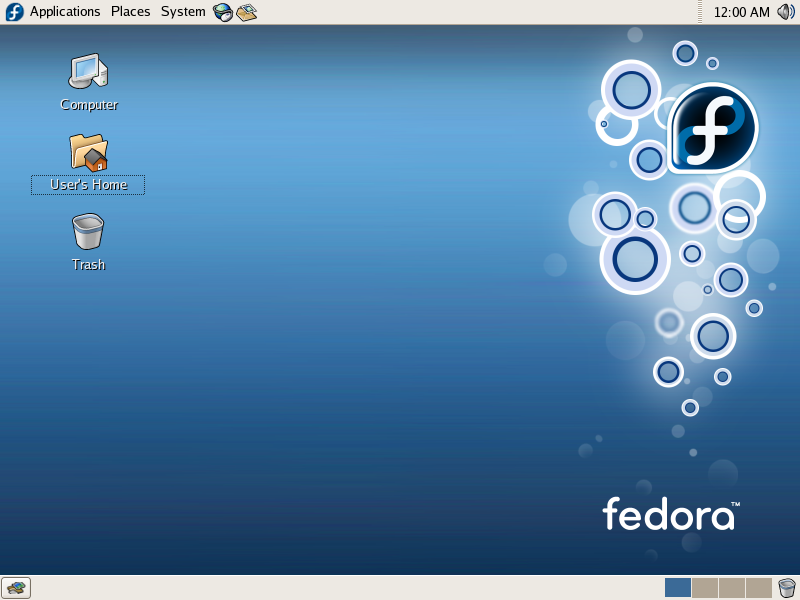
Fedora Core 5 (mars 2006) et GNOME.
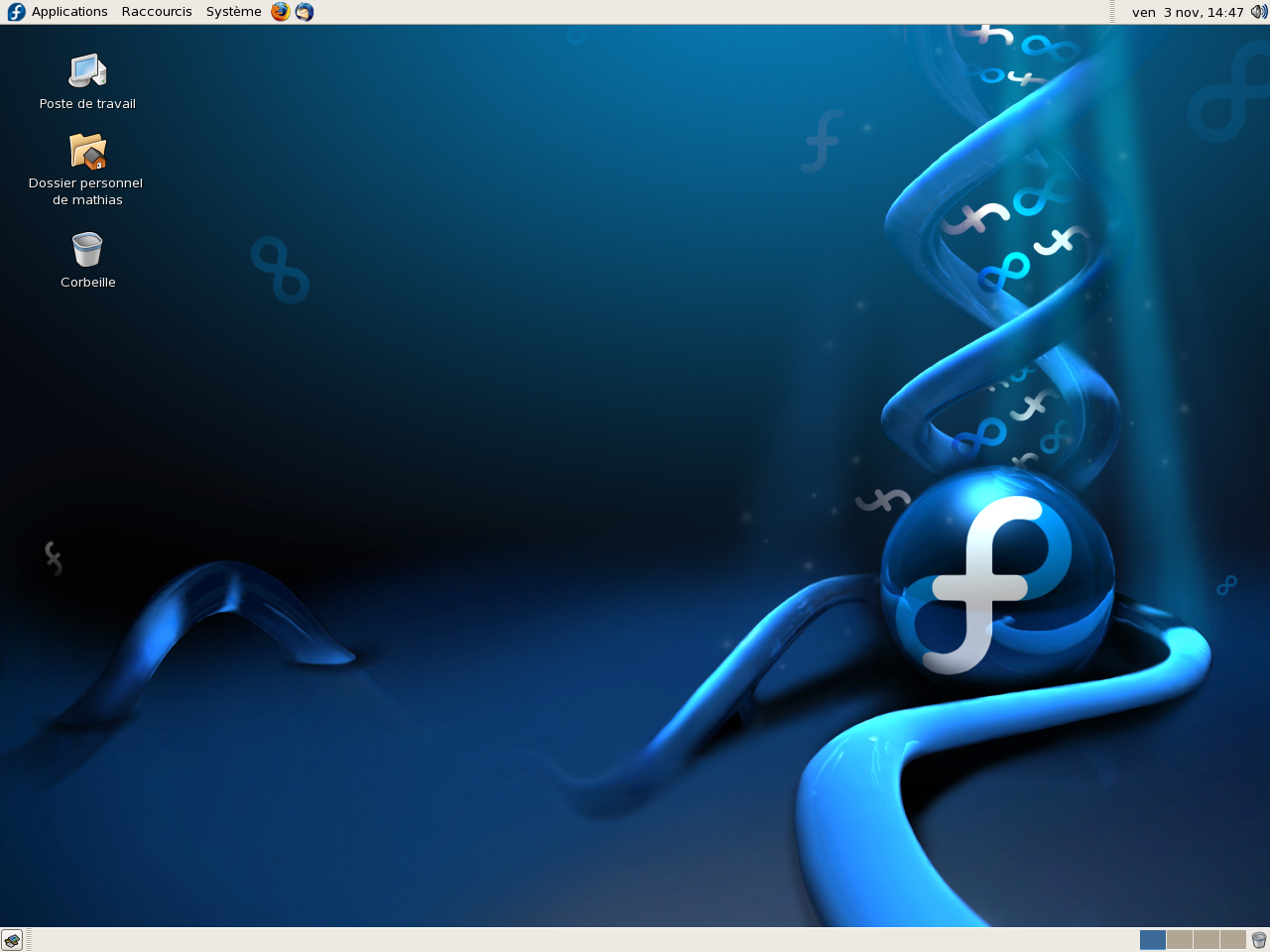
Fedora Core 6 (octobre 2006) et GNOME.
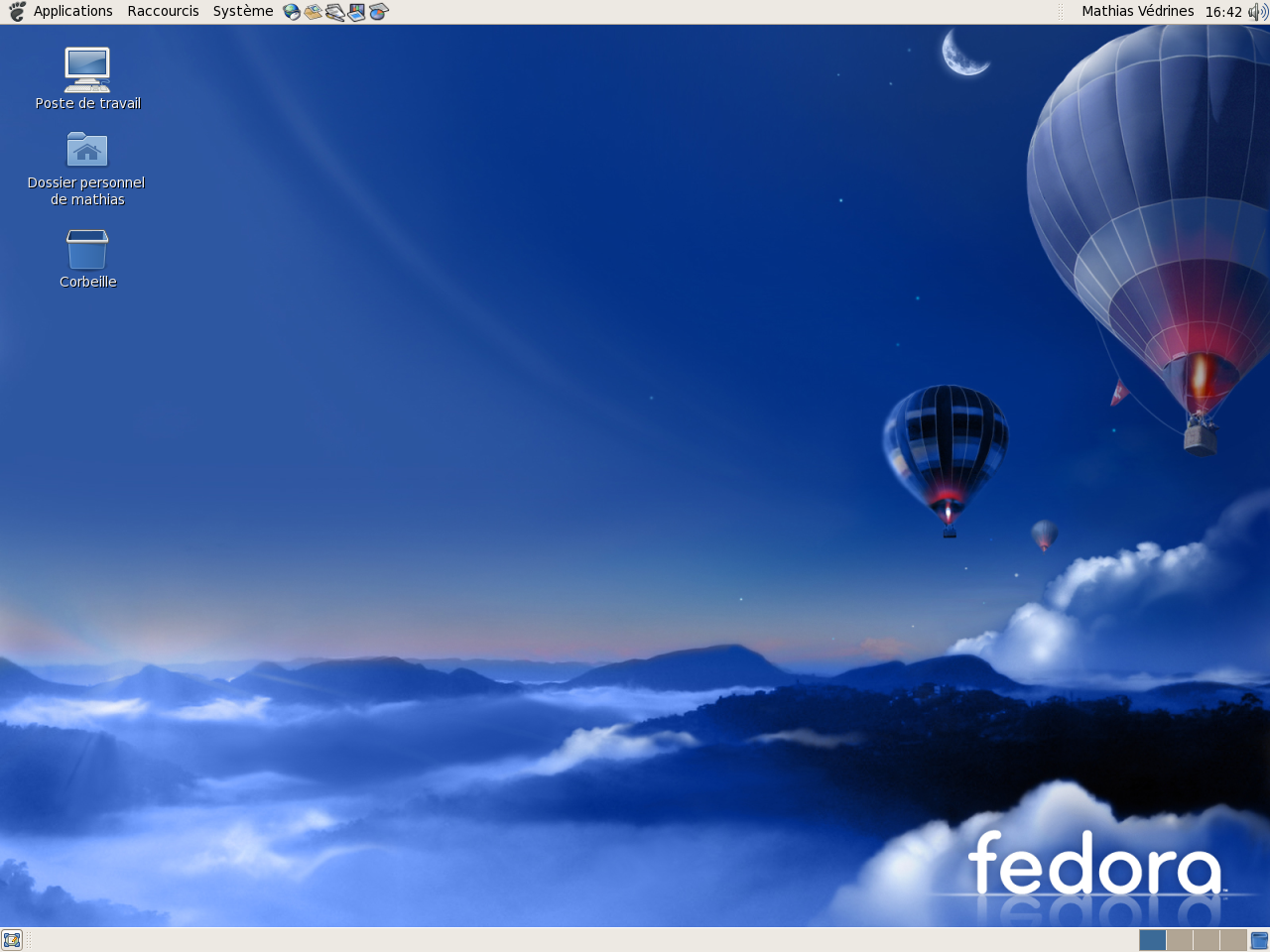
Fedora 7 (mai 2007) et GNOME.
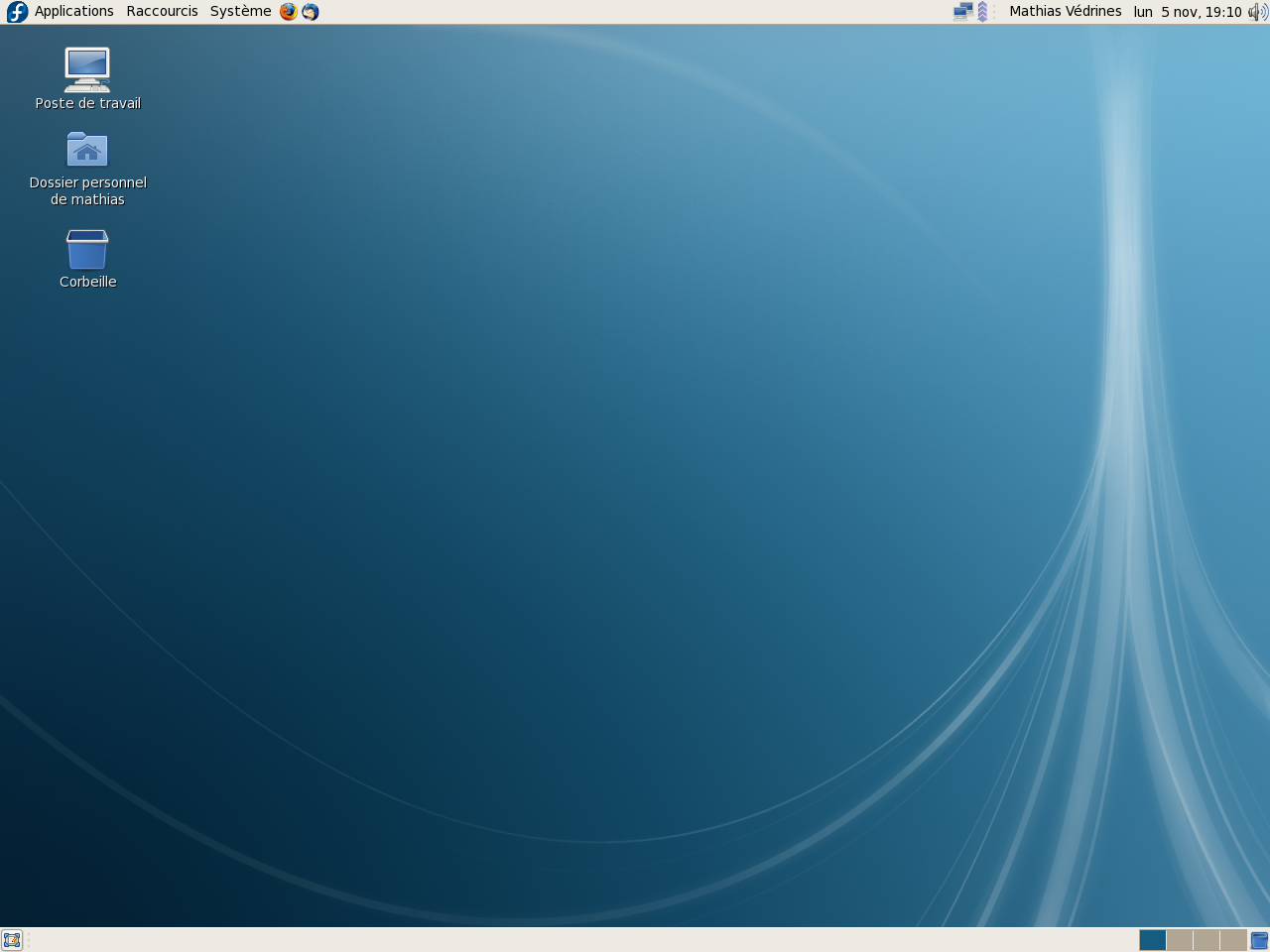
Fedora 8 (novembre 2007) et GNOME.
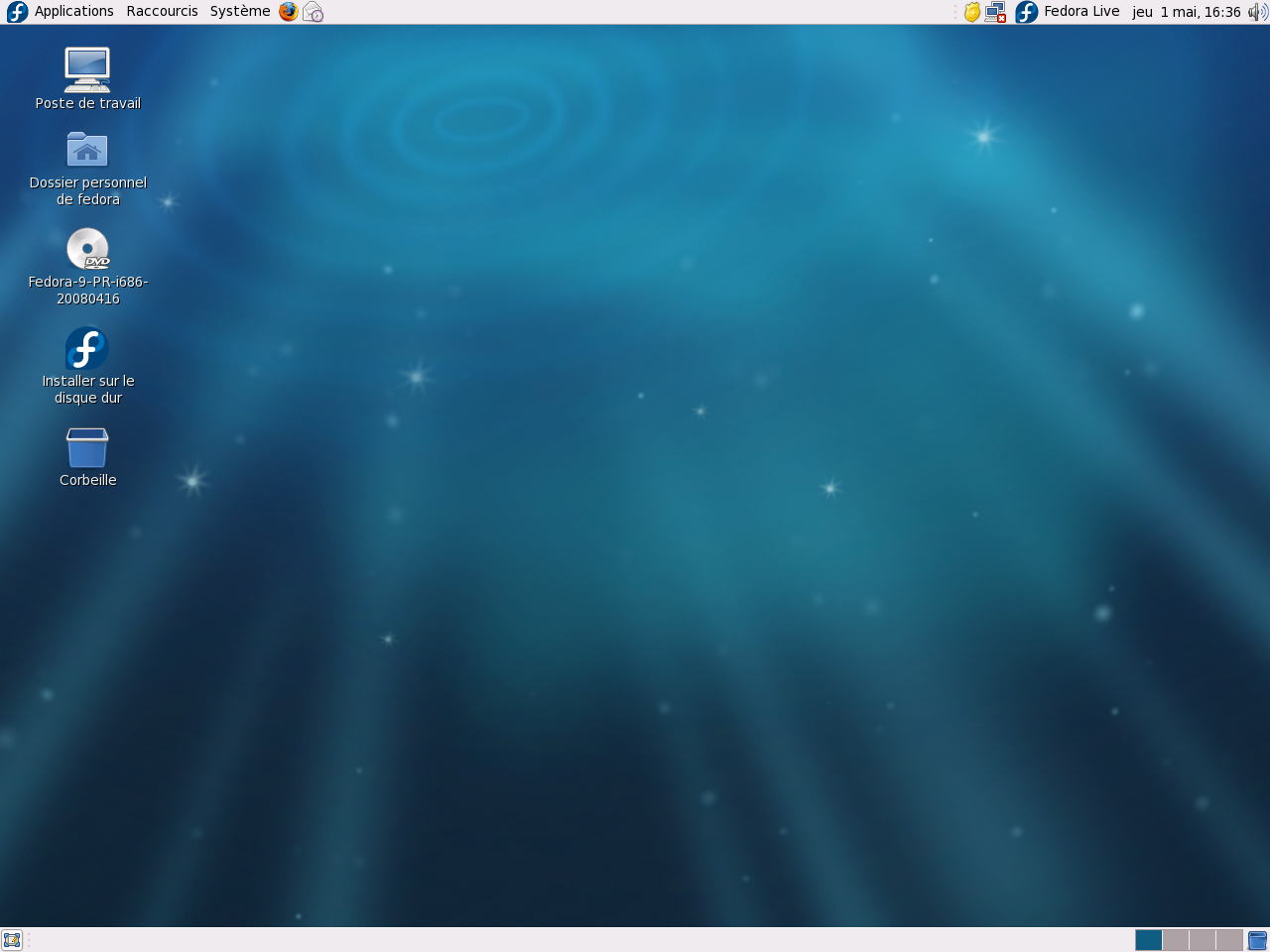
Fedora 9 (mai 2008) et GNOME.
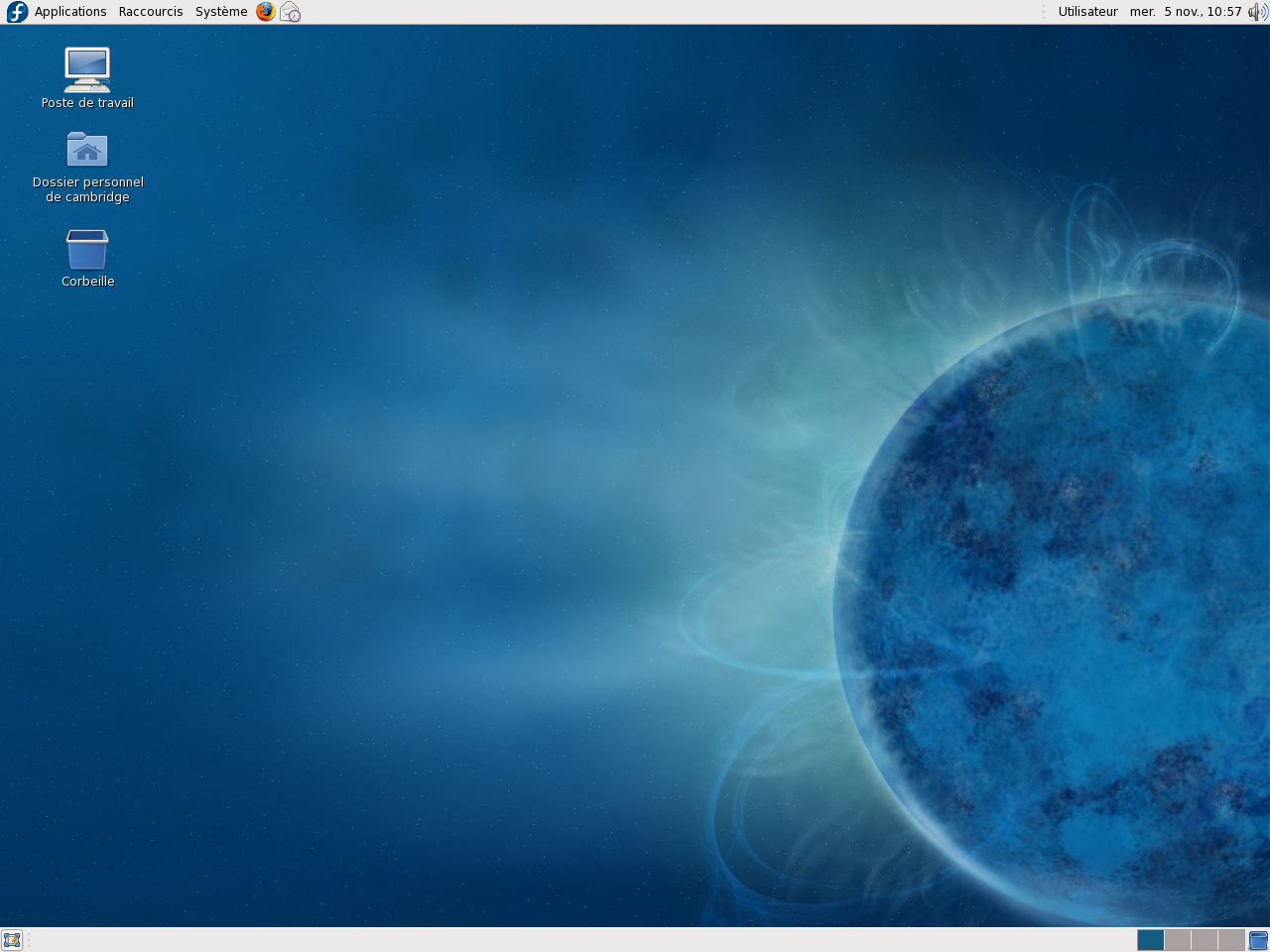
Fedora 10 (novembre 2008) et GNOME.
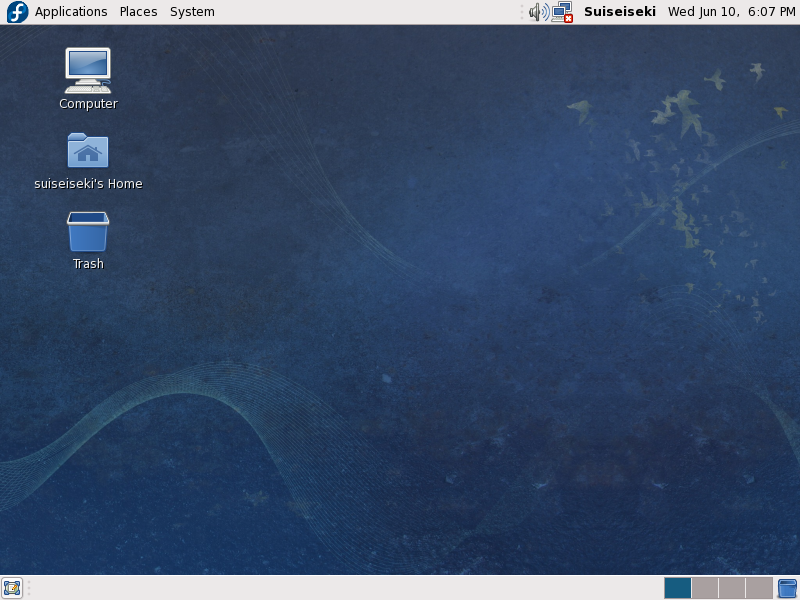
Fedora 11 (juin 2009) et GNOME.
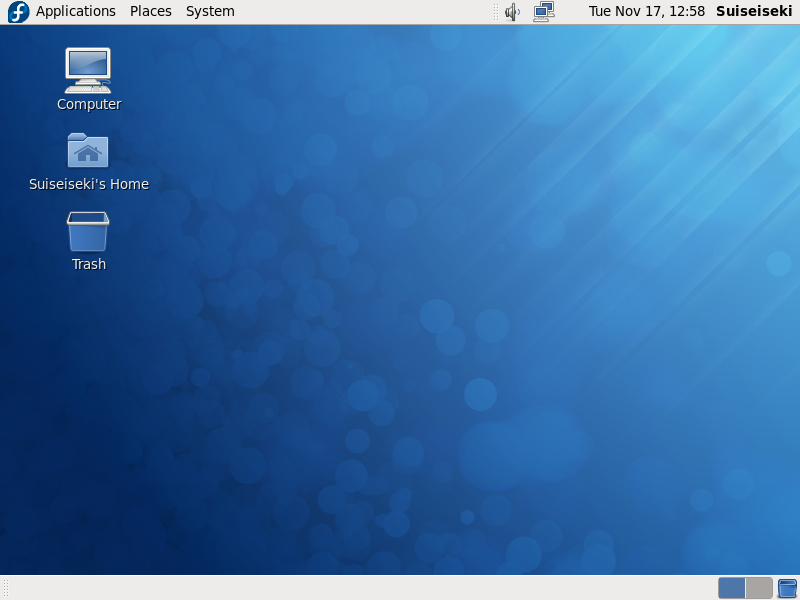
Fedora 12 (novembre 2009) et GNOME.
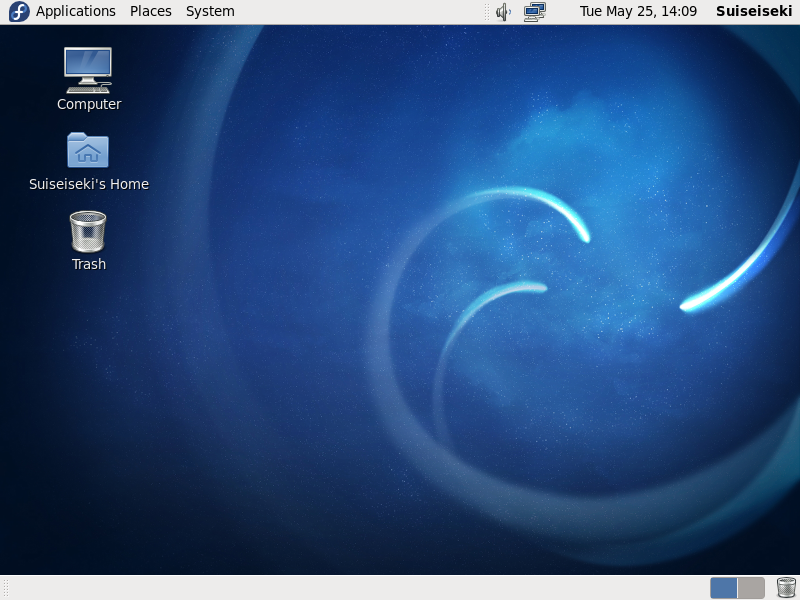
Fedora 13 (mai 2010) et GNOME.
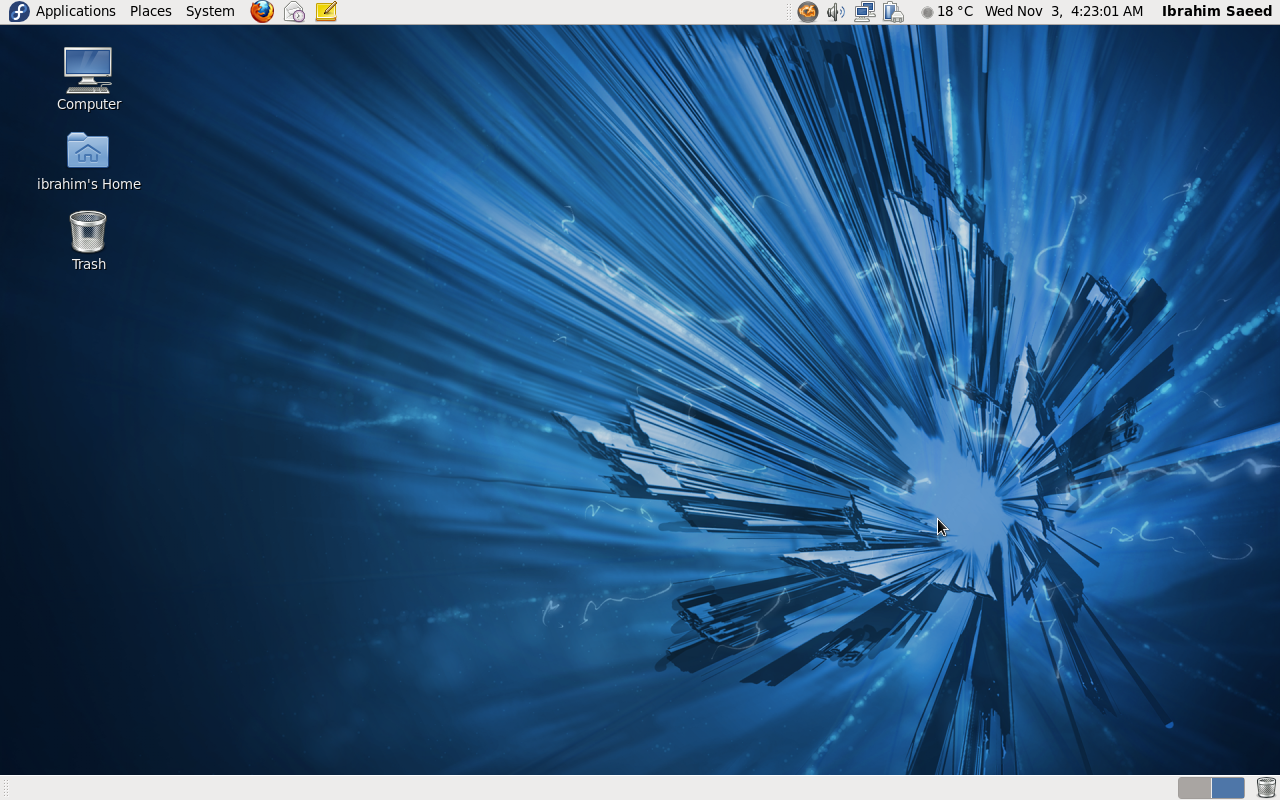
Fedora 14 (novembre 2010) et GNOME.
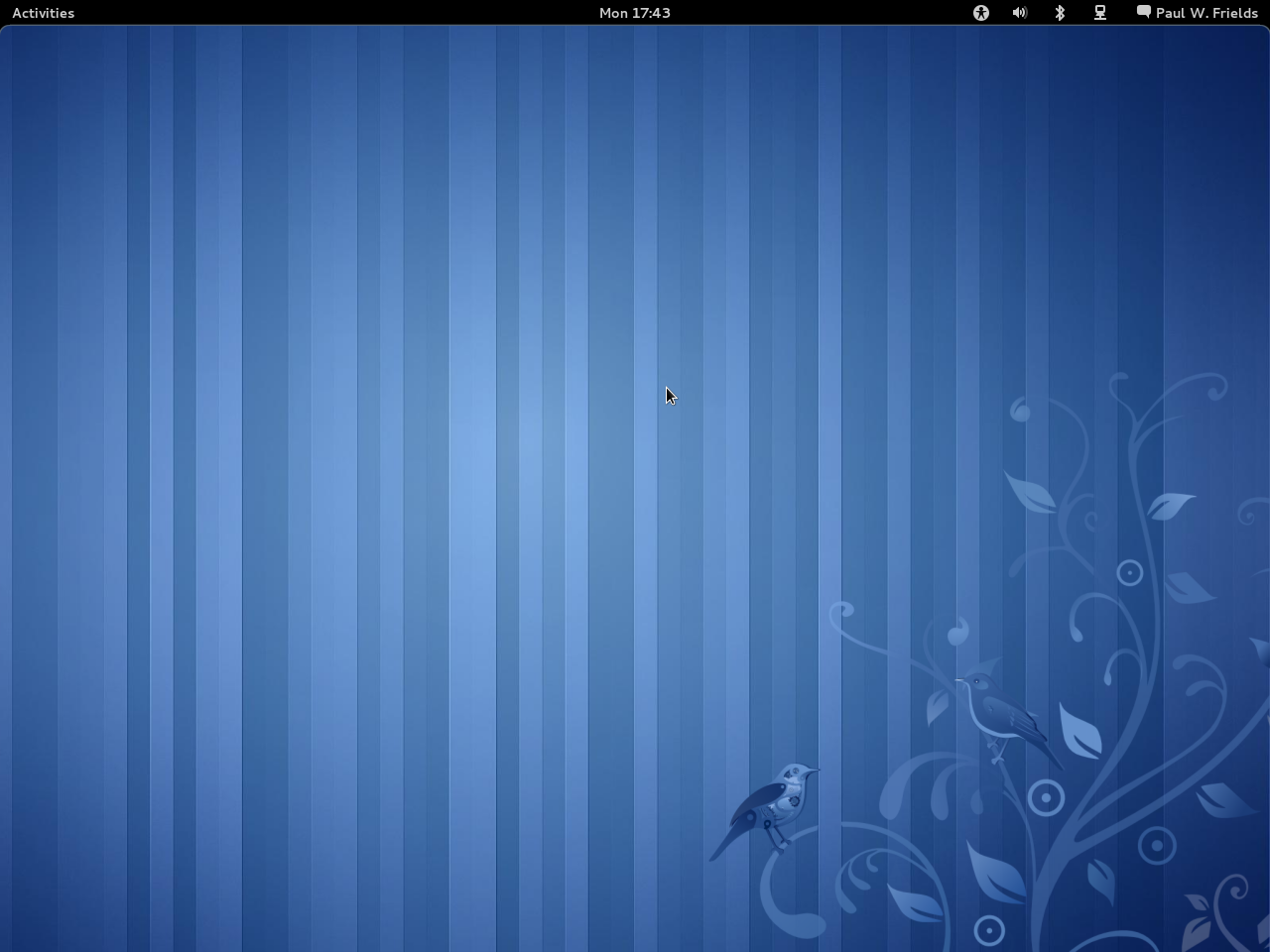
Fedora 15 (mai 2011) et GNOME.
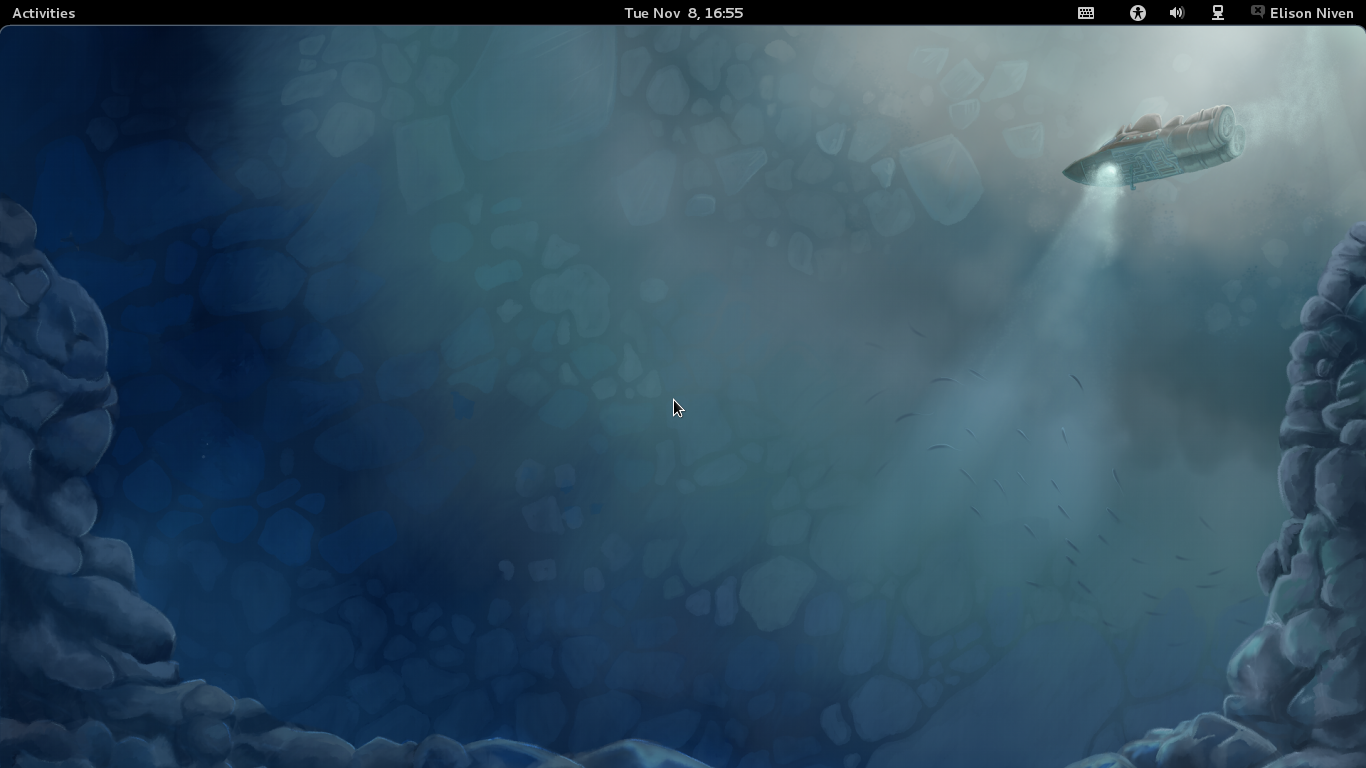
Fedora 16 (novembre 2011) et GNOME.
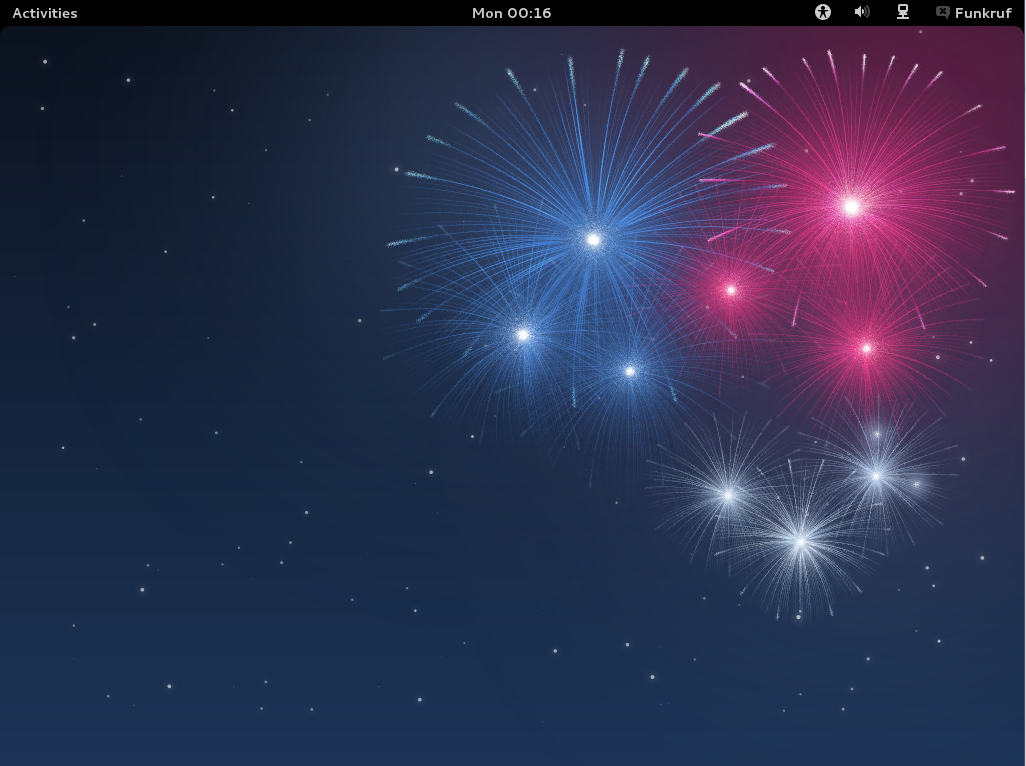
Fedora 17 et GNOME.
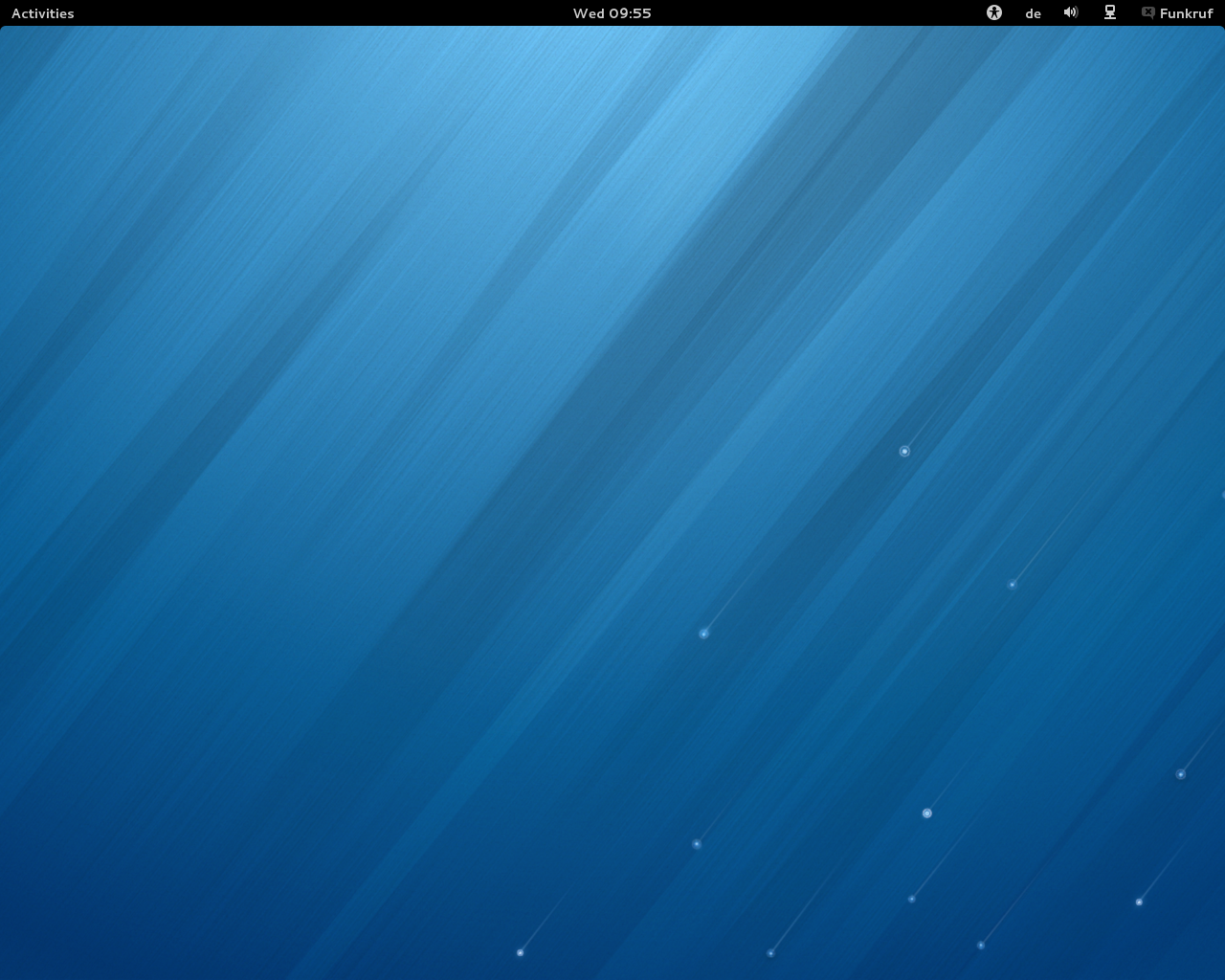
Fedora 18 et GNOME.
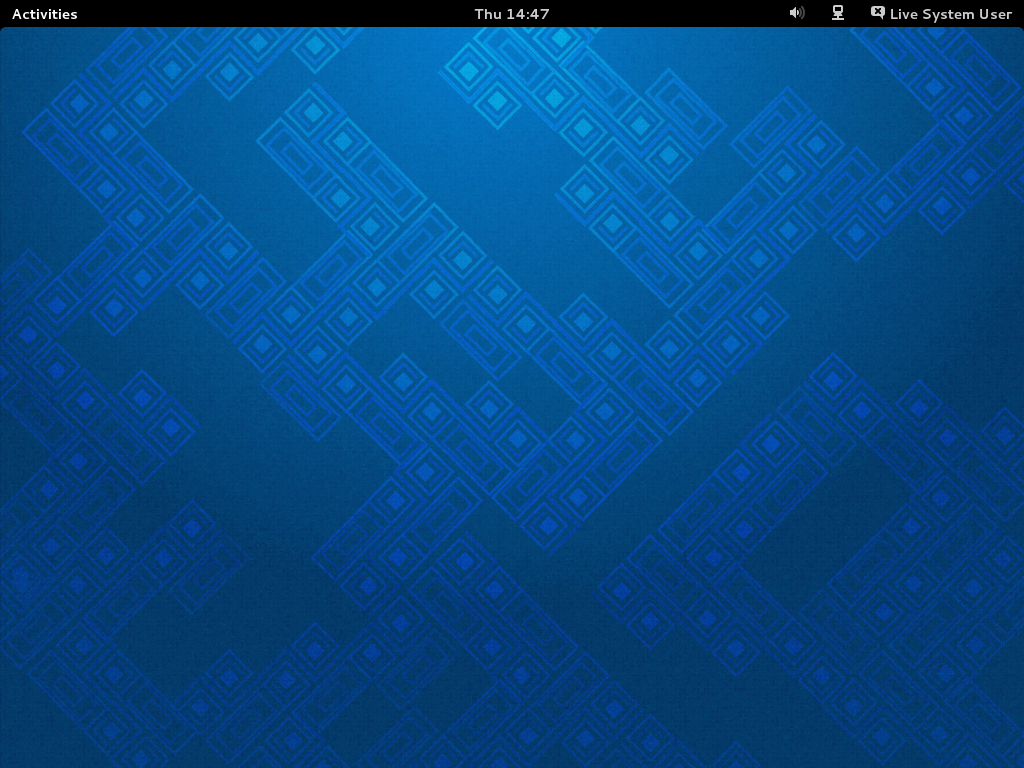
Fedora 19 et GNOME.
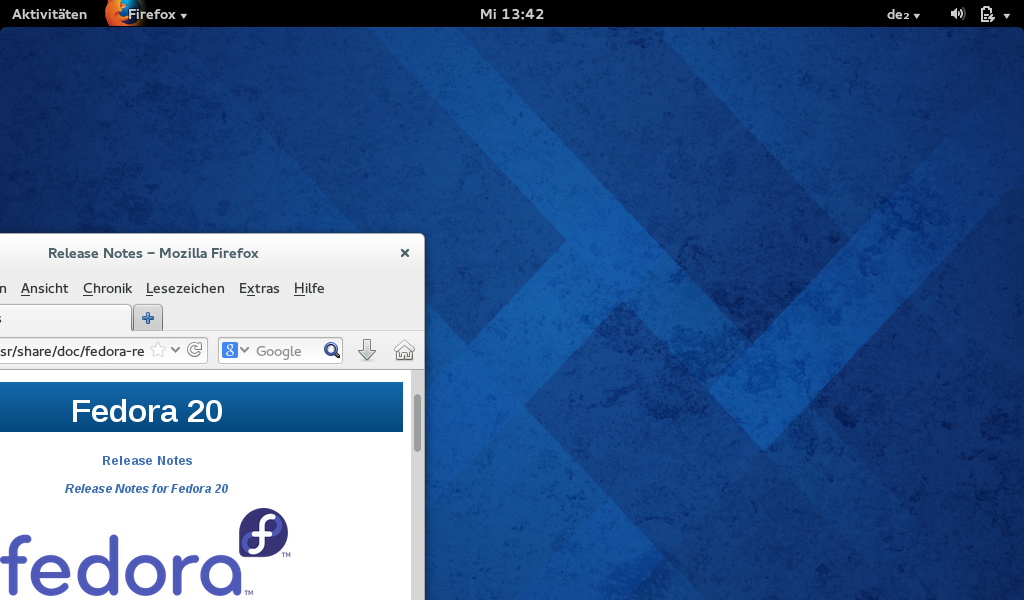
Fedora 20 et GNOME 3.10.
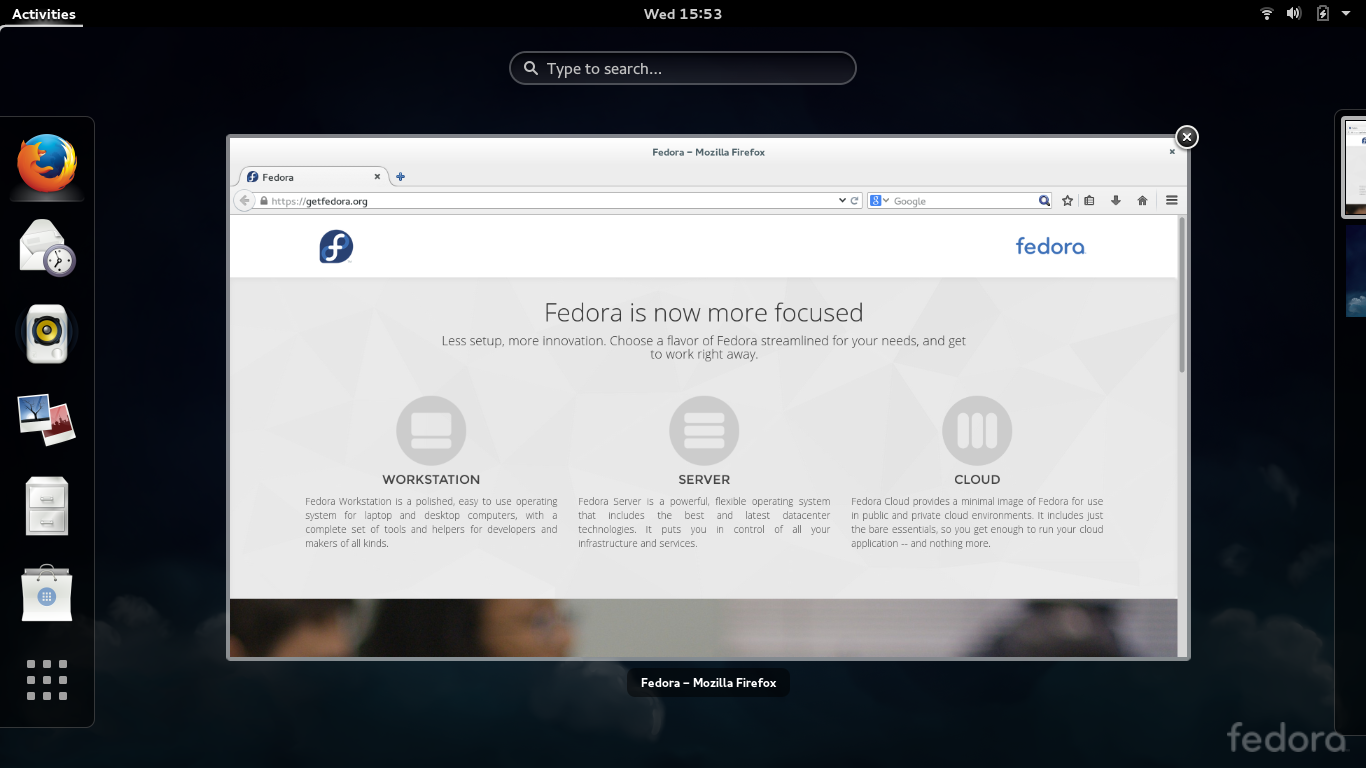
Fedora 21 Workstation et GNOME 3.14.
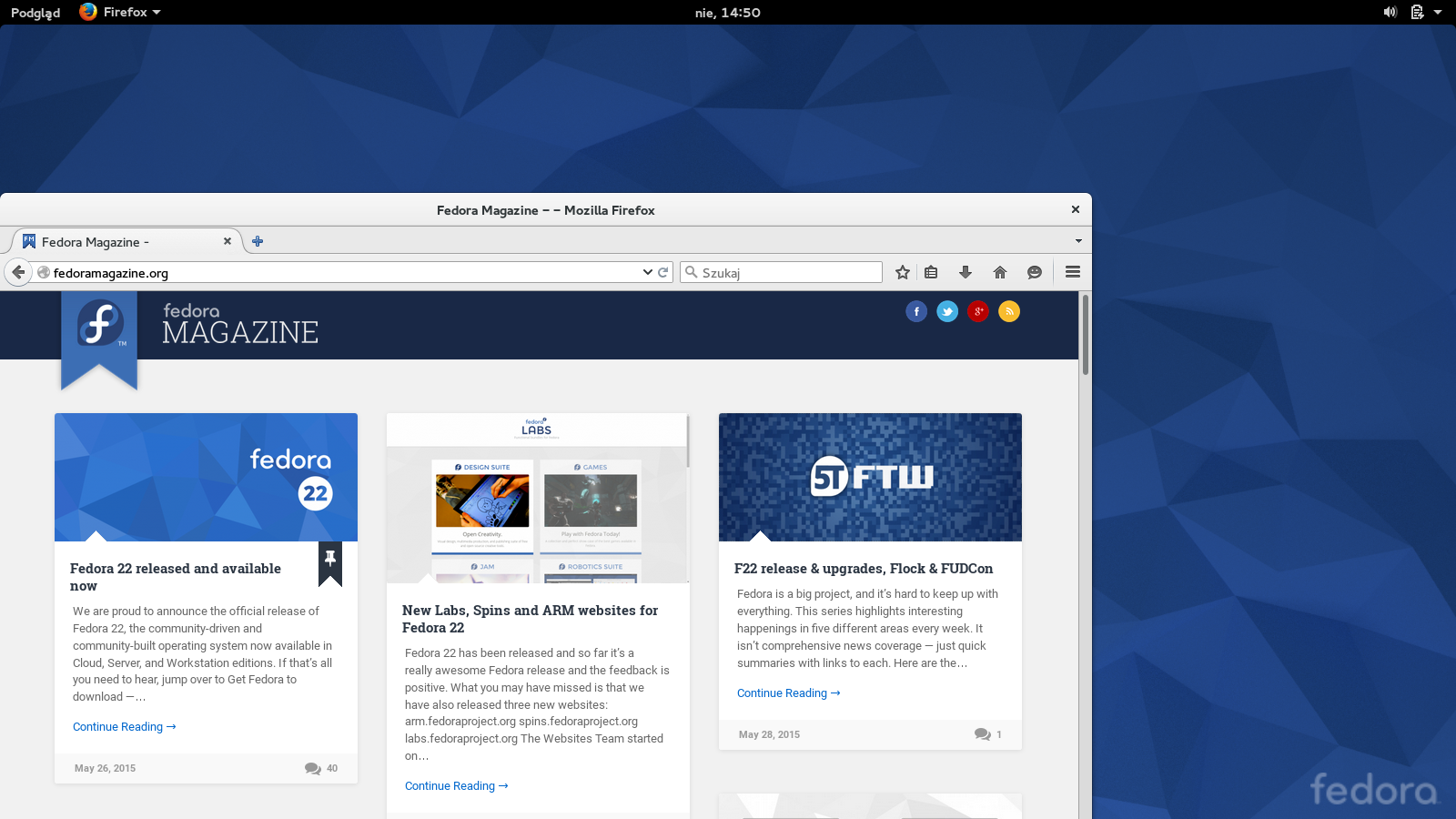
Fedora 22 Workstation avec GNOME 3.16.
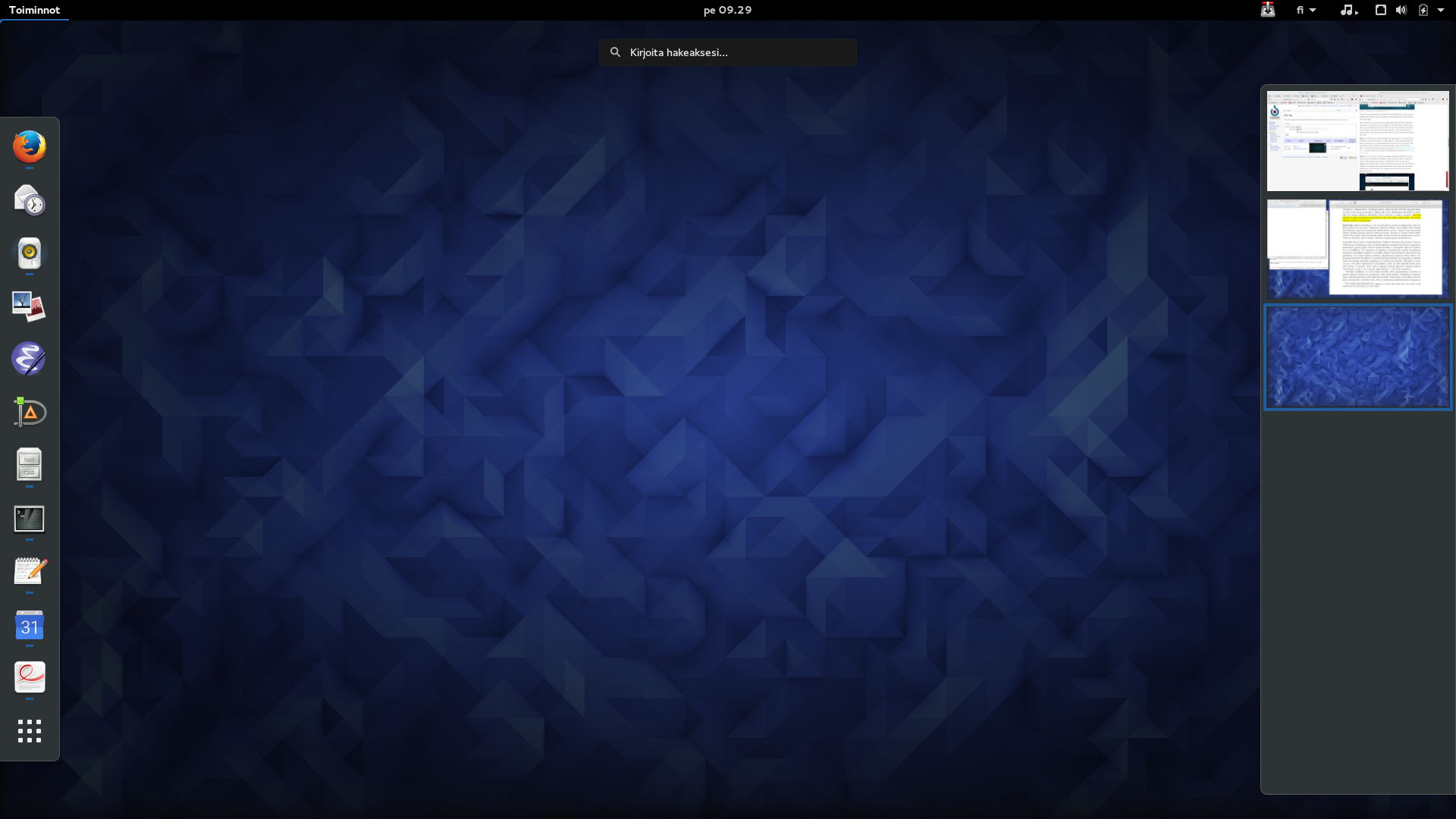
Fedora 23 Workstation avec GNOME 3.18.
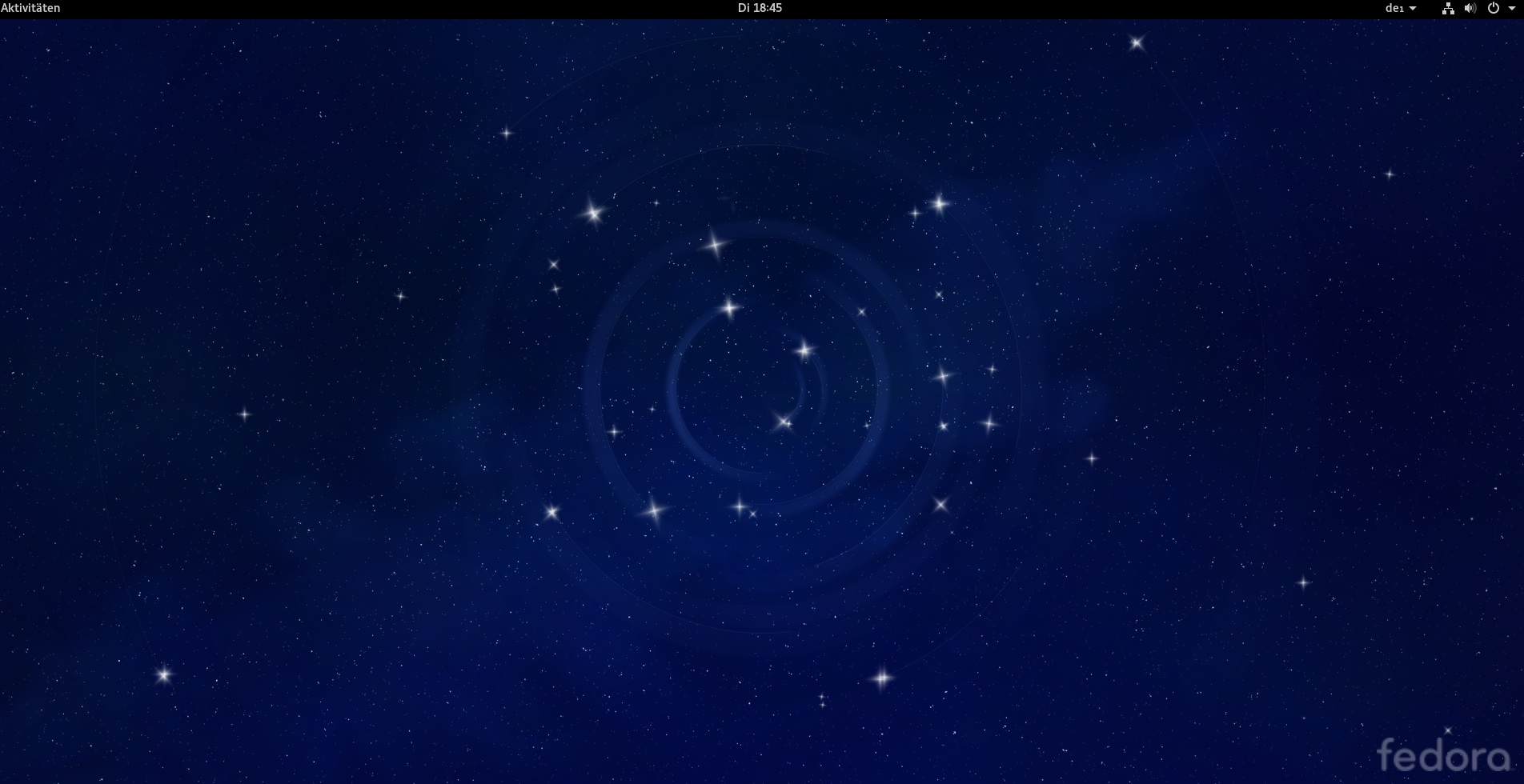
Fond d’écran de Fedora 24.
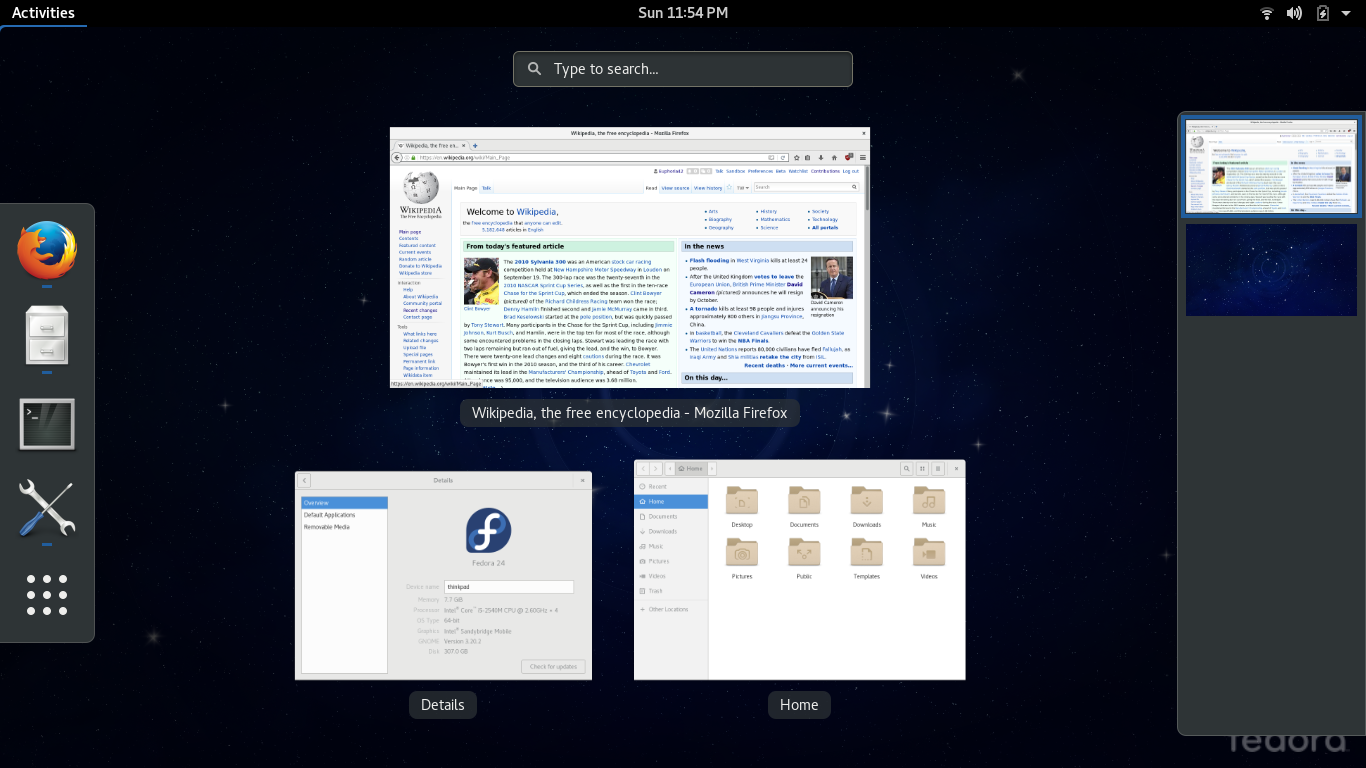
Fedora 24 Workstation avec GNOME 3.20.
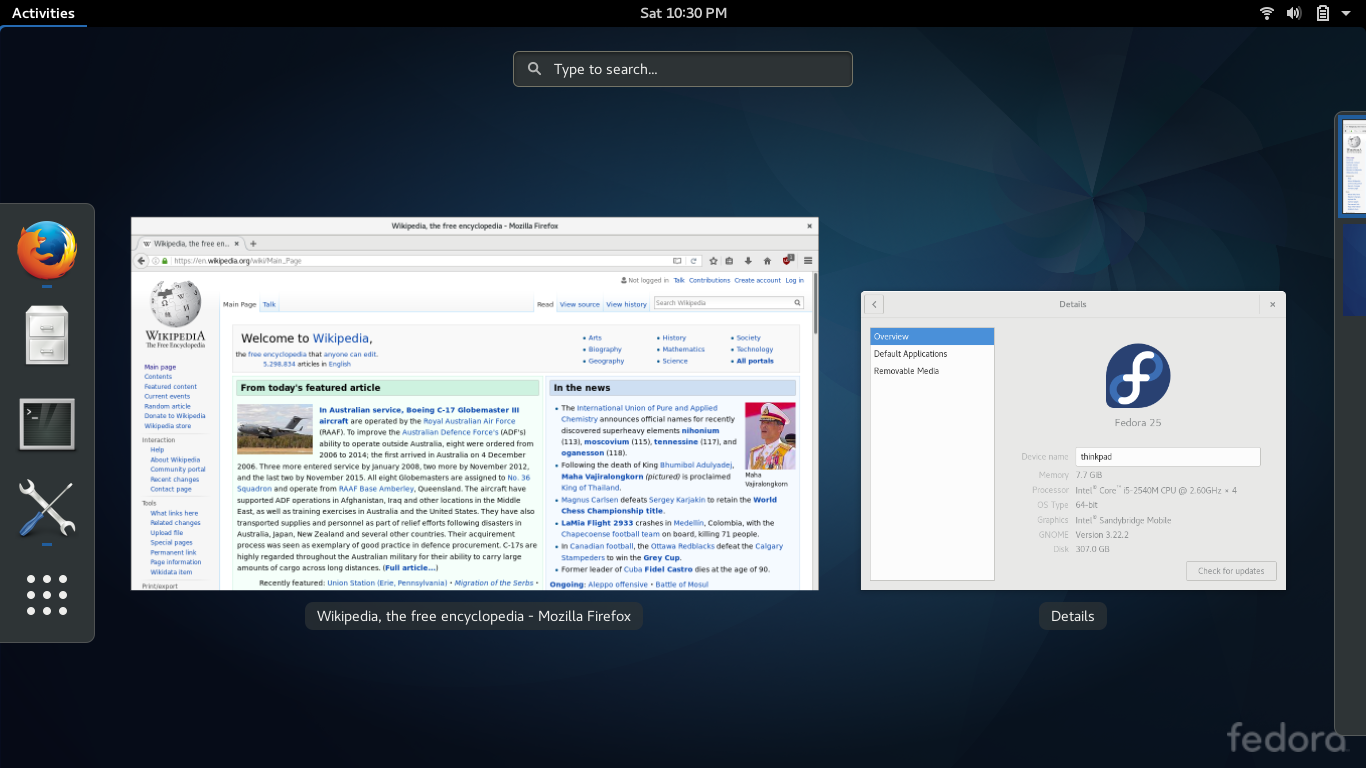
Fedora 25 Workstation avec GNOME 3.22.
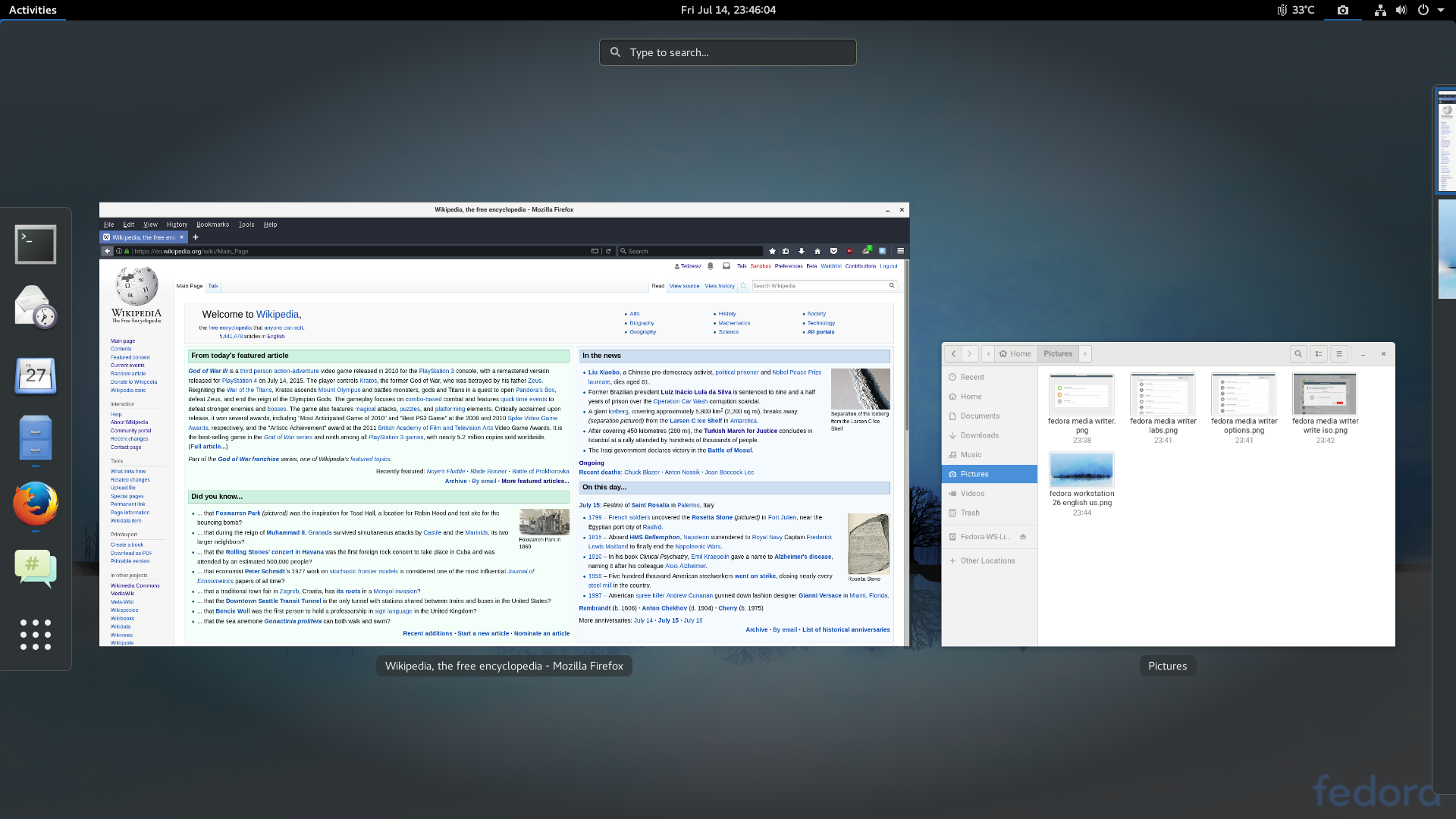
Fedora 26 Workstation avec GNOME 3.24.
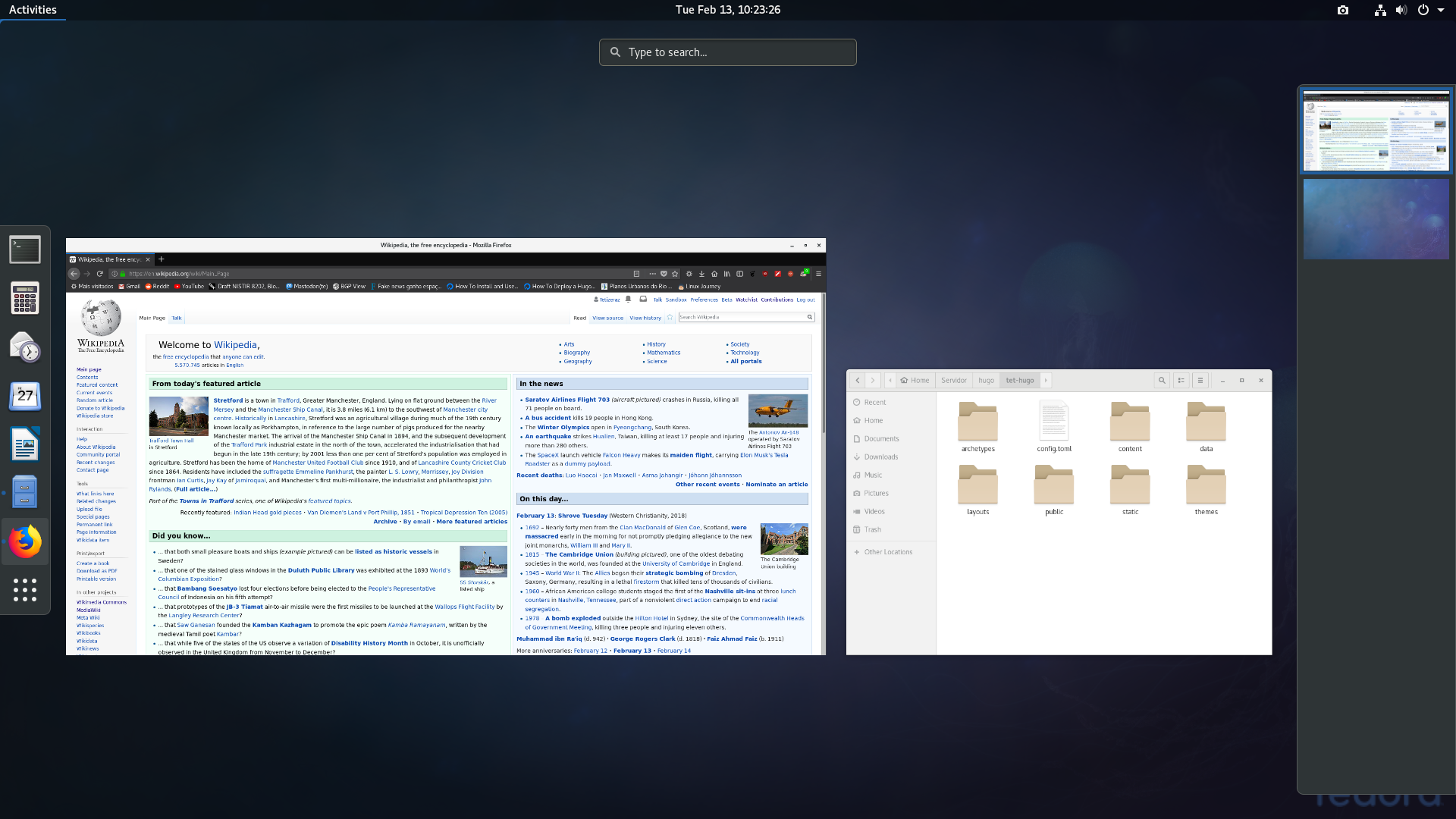
Fedora 27 Workstation avec GNOME 3.26.
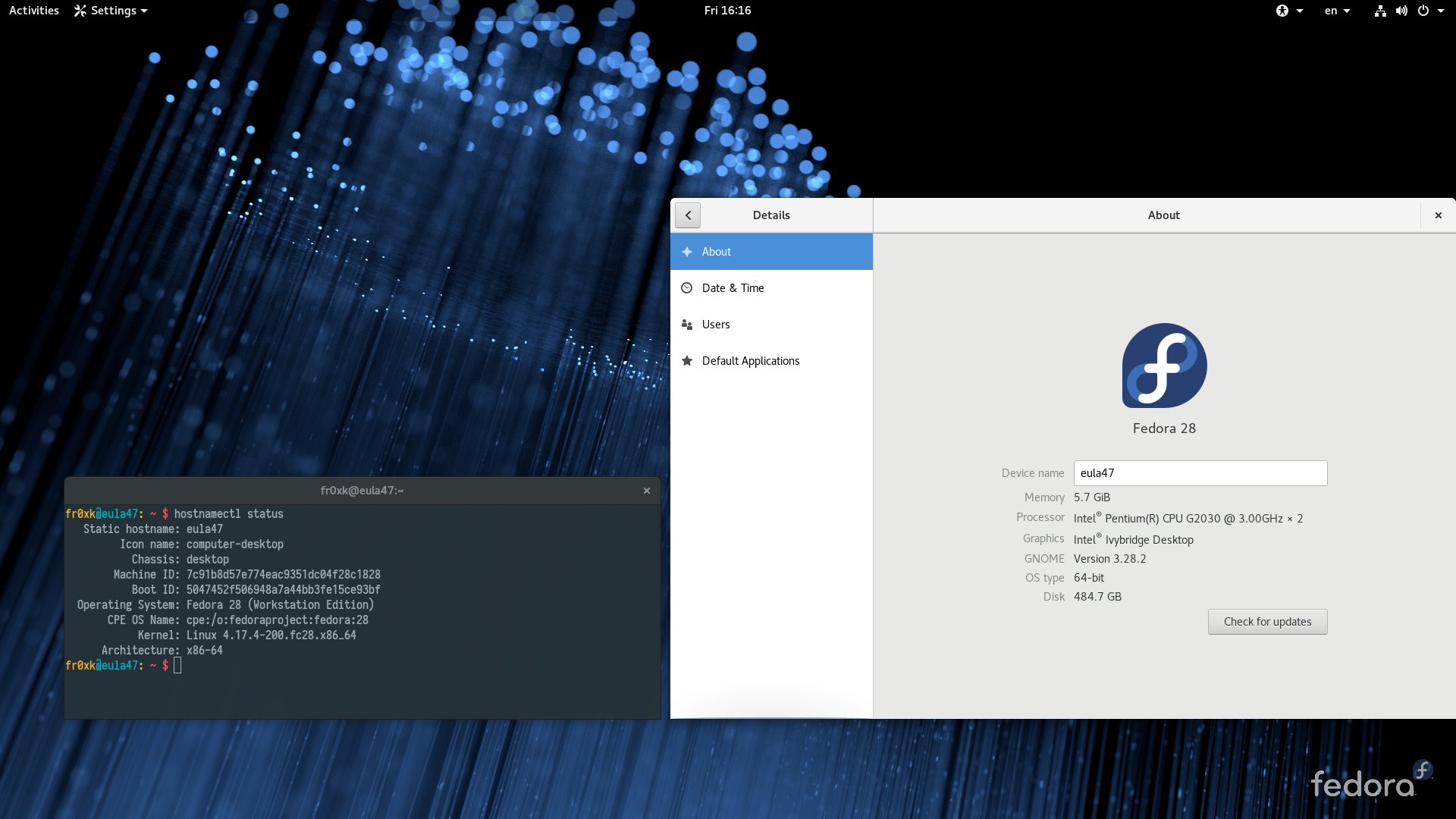
Fedora 28 Workstation avec GNOME 3.28.
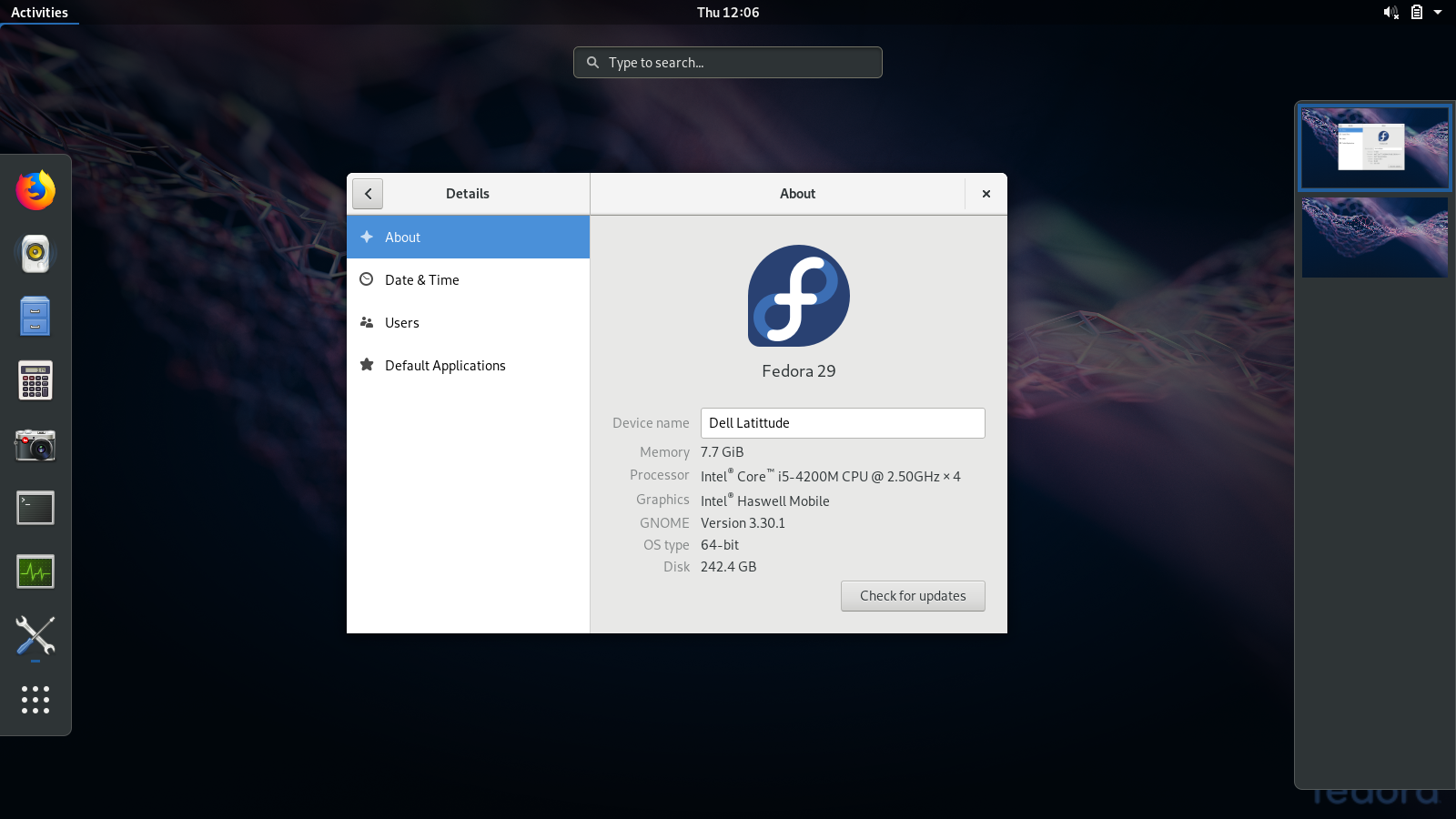
Fedora 29 Workstation avec GNOME 3.30.
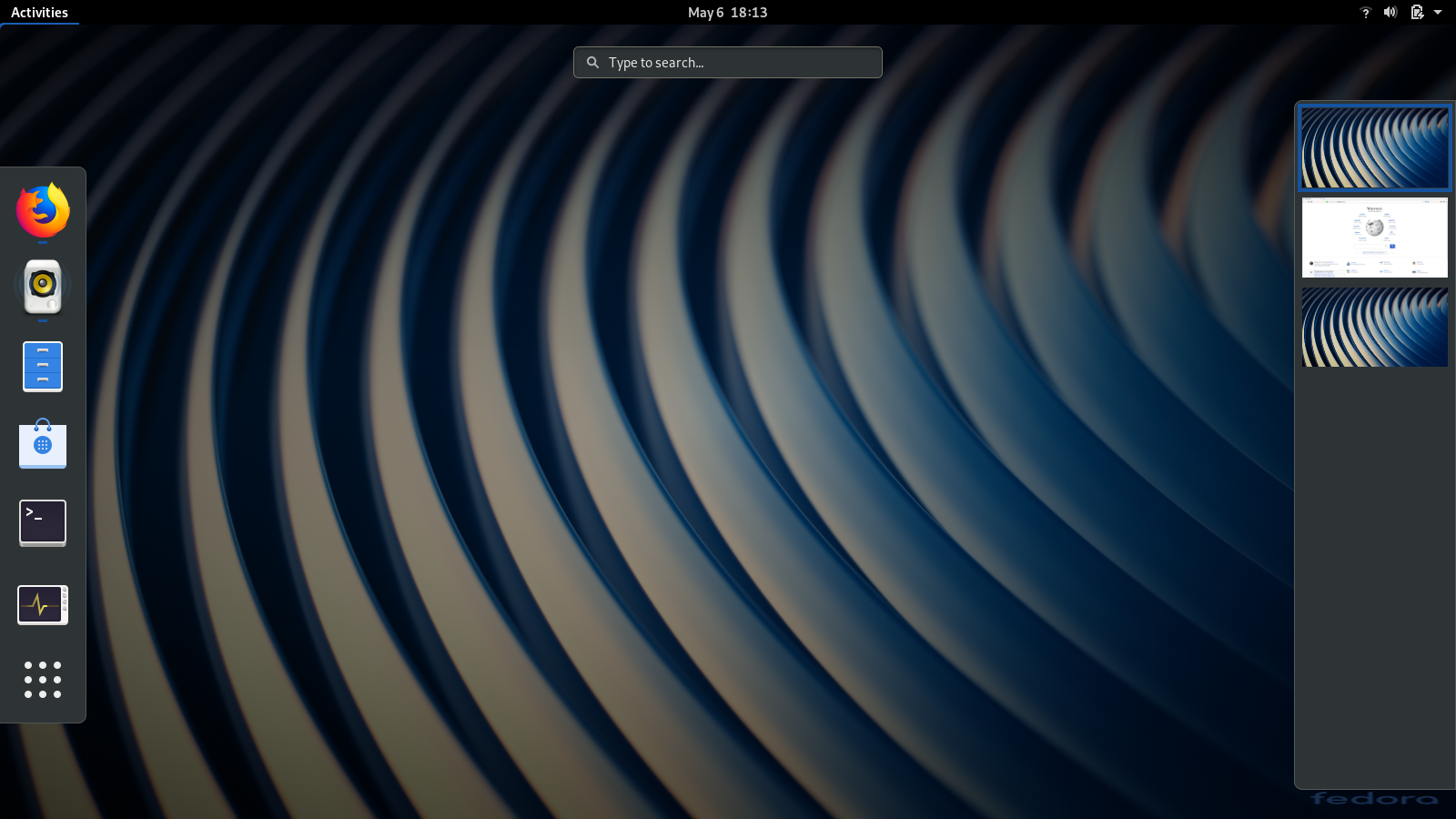
Fedora 30 Workstation avec GNOME 3.32.
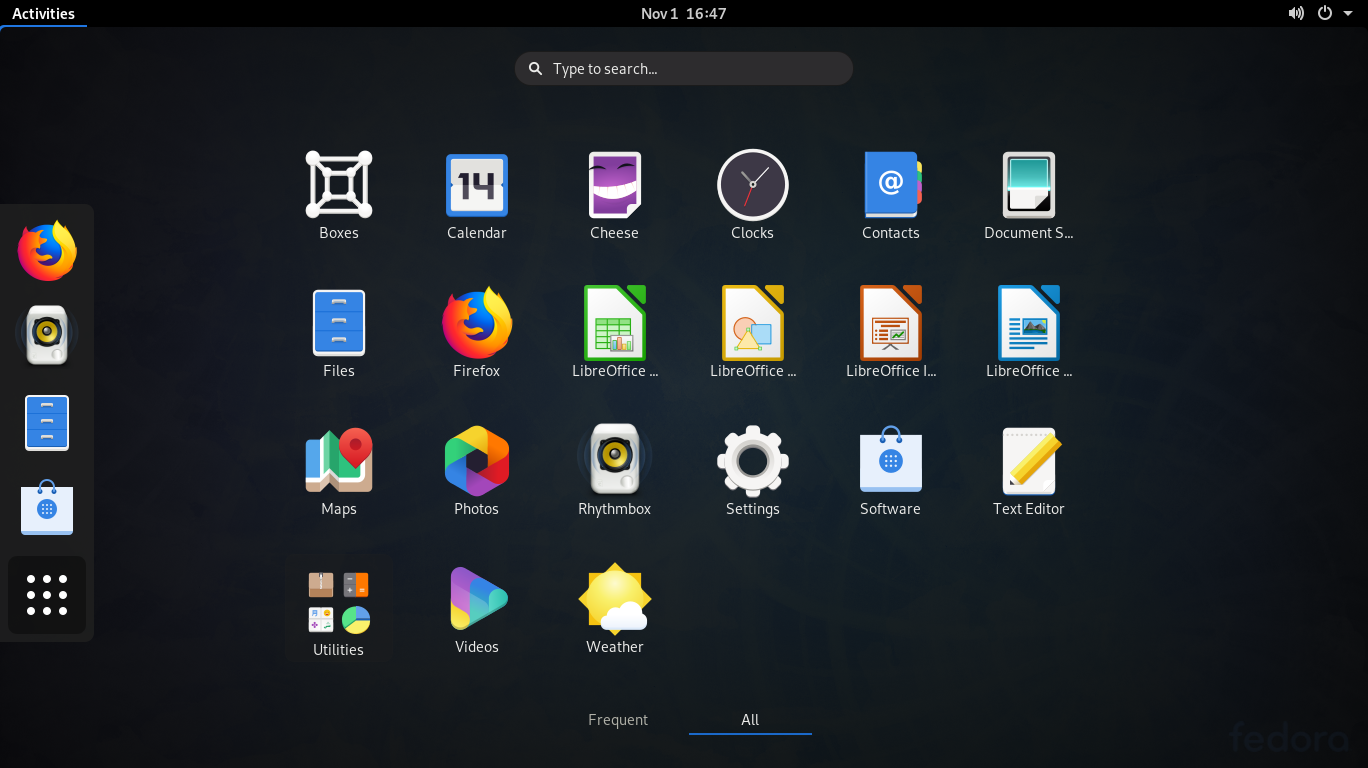
Fedora 31 Workstation avec GNOME 3.34.
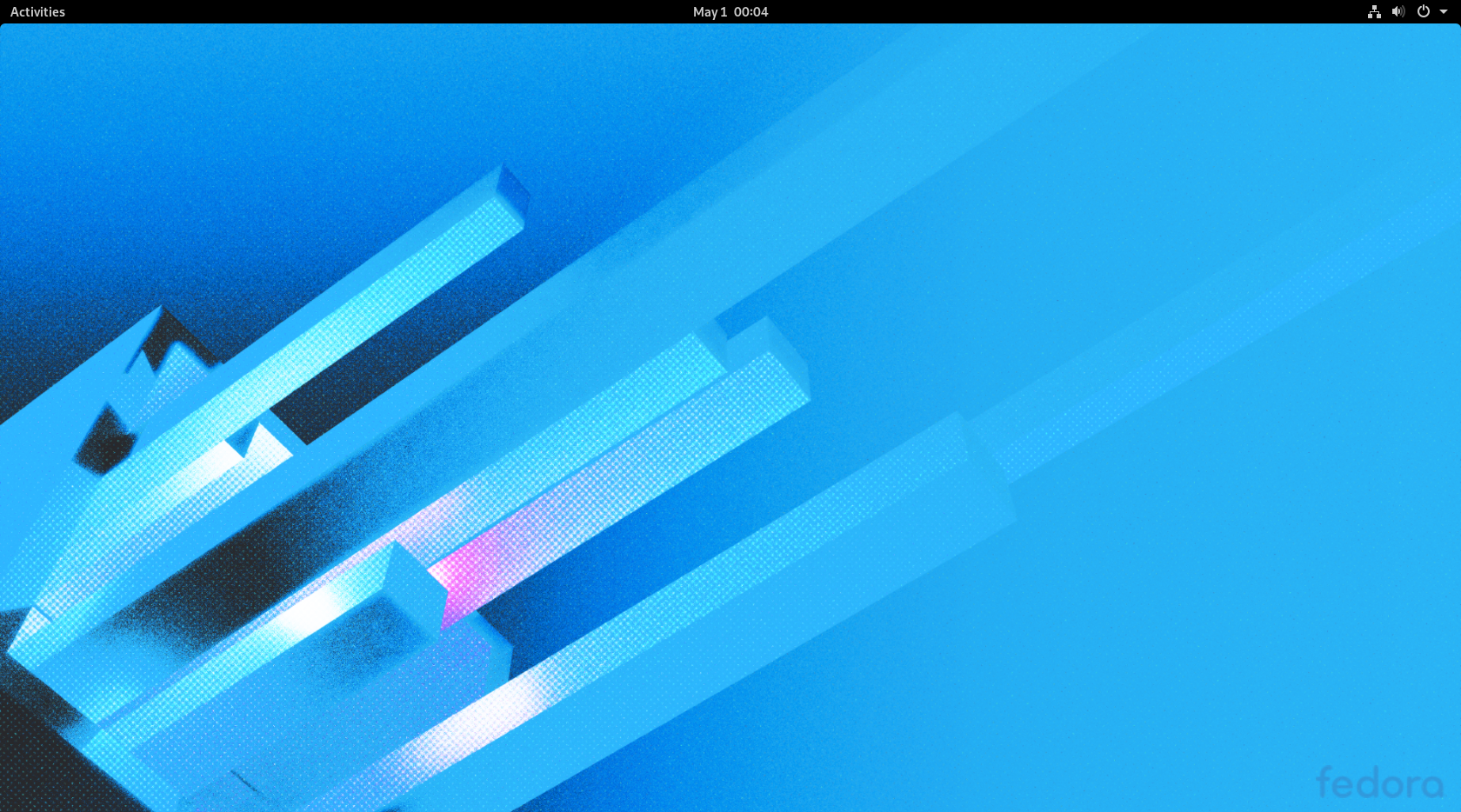
Fedora 32 Workstation avec GNOME 3.36.
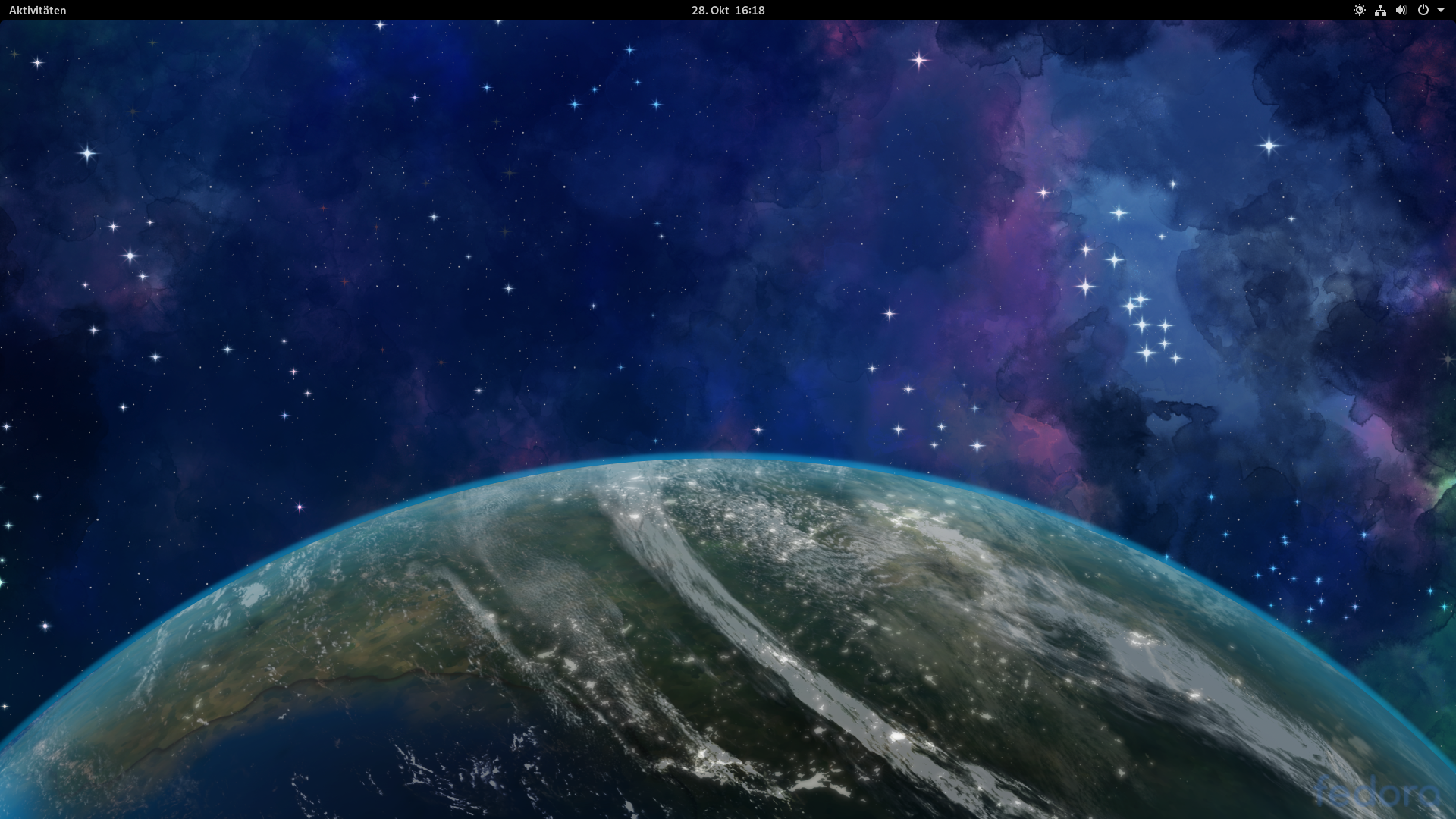
Fedora 33 Workstation avec GNOME 3.38.
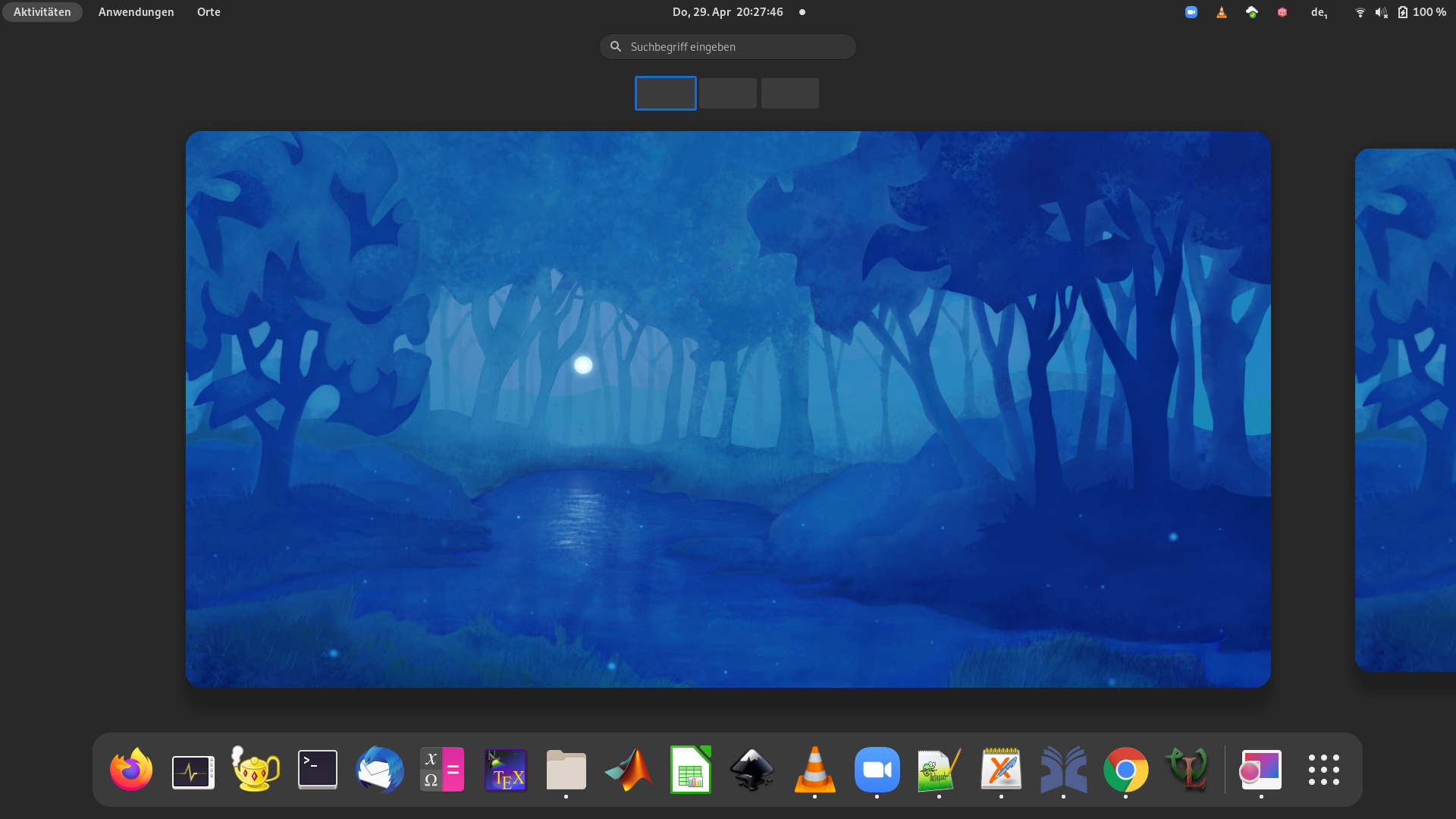
Fedora 34 Workstation avec GNOME 40.0.
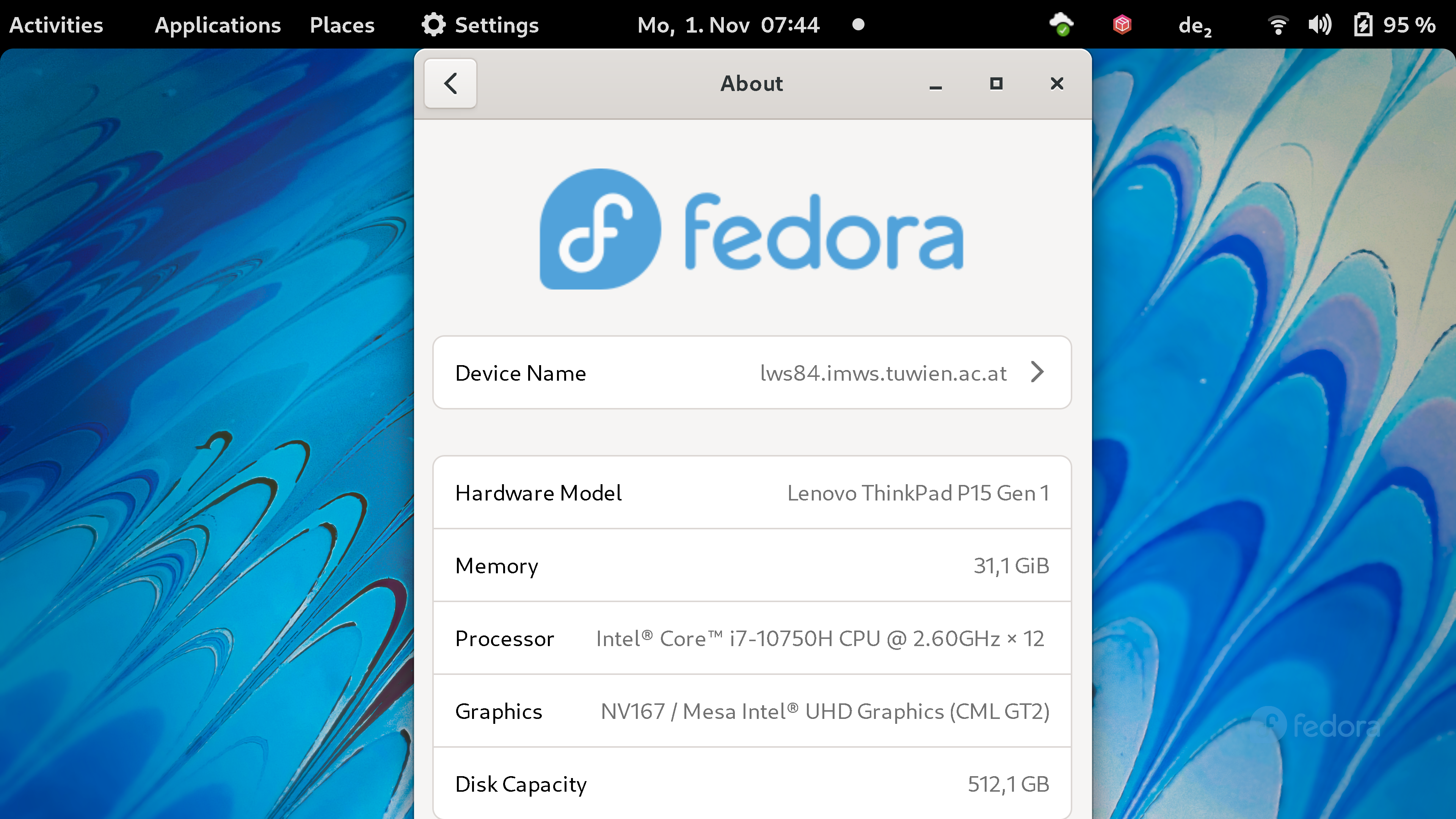
Fedora 35 Workstation avec GNOME 41.0.
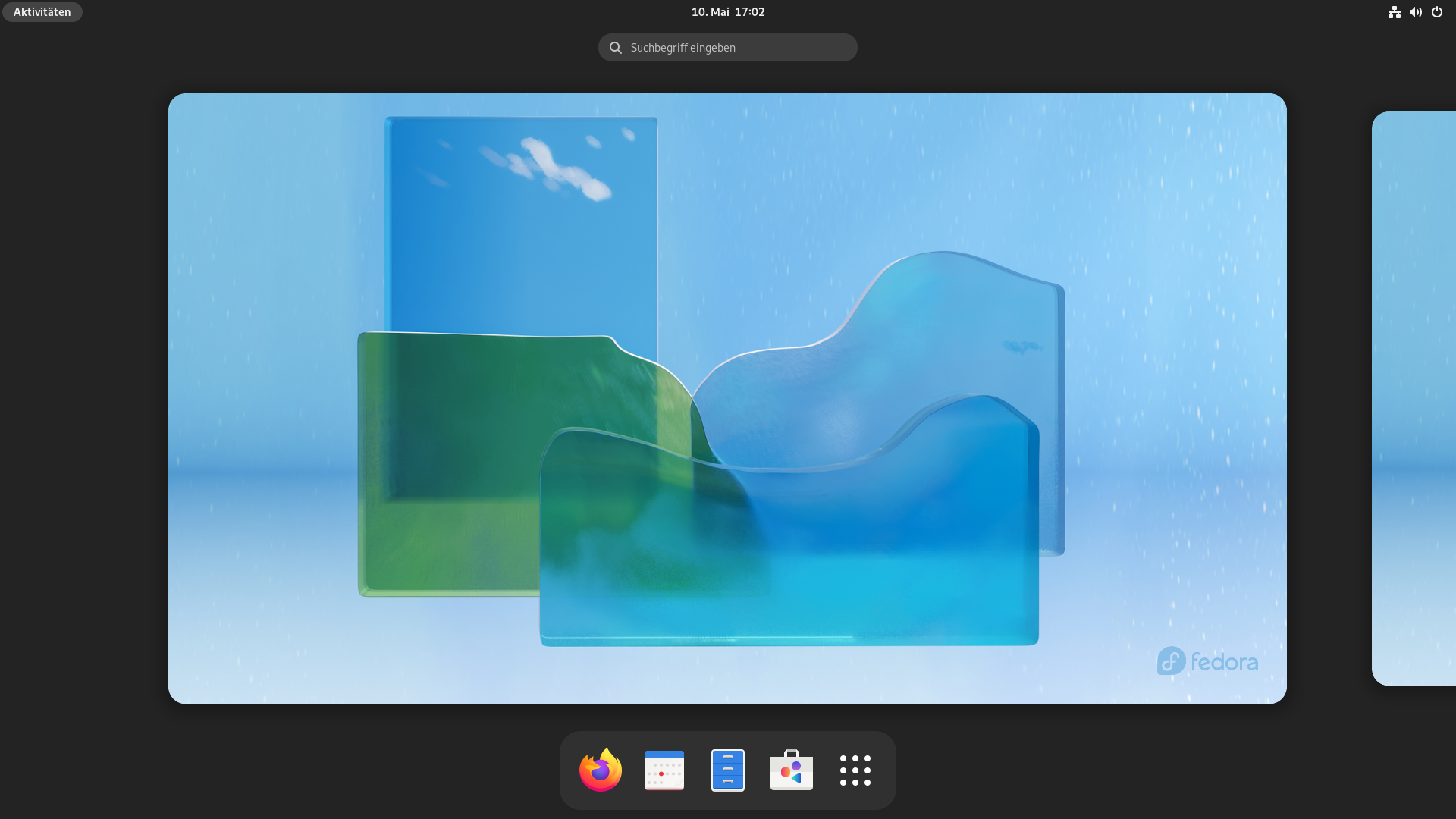
Fedora 36 Workstation avec GNOME 42.0.
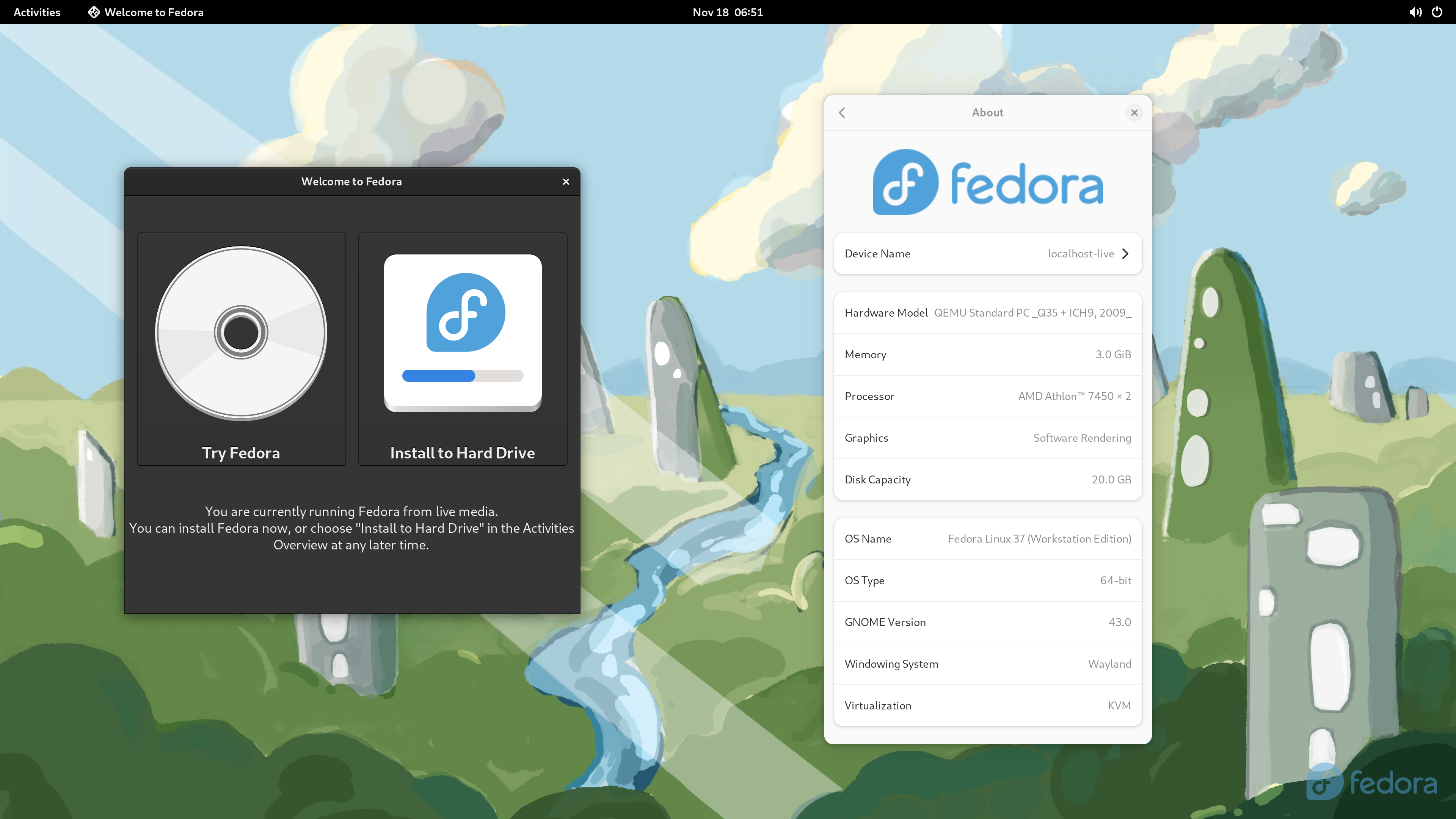
Fedora 37 Workstation avec GNOME 43.0.
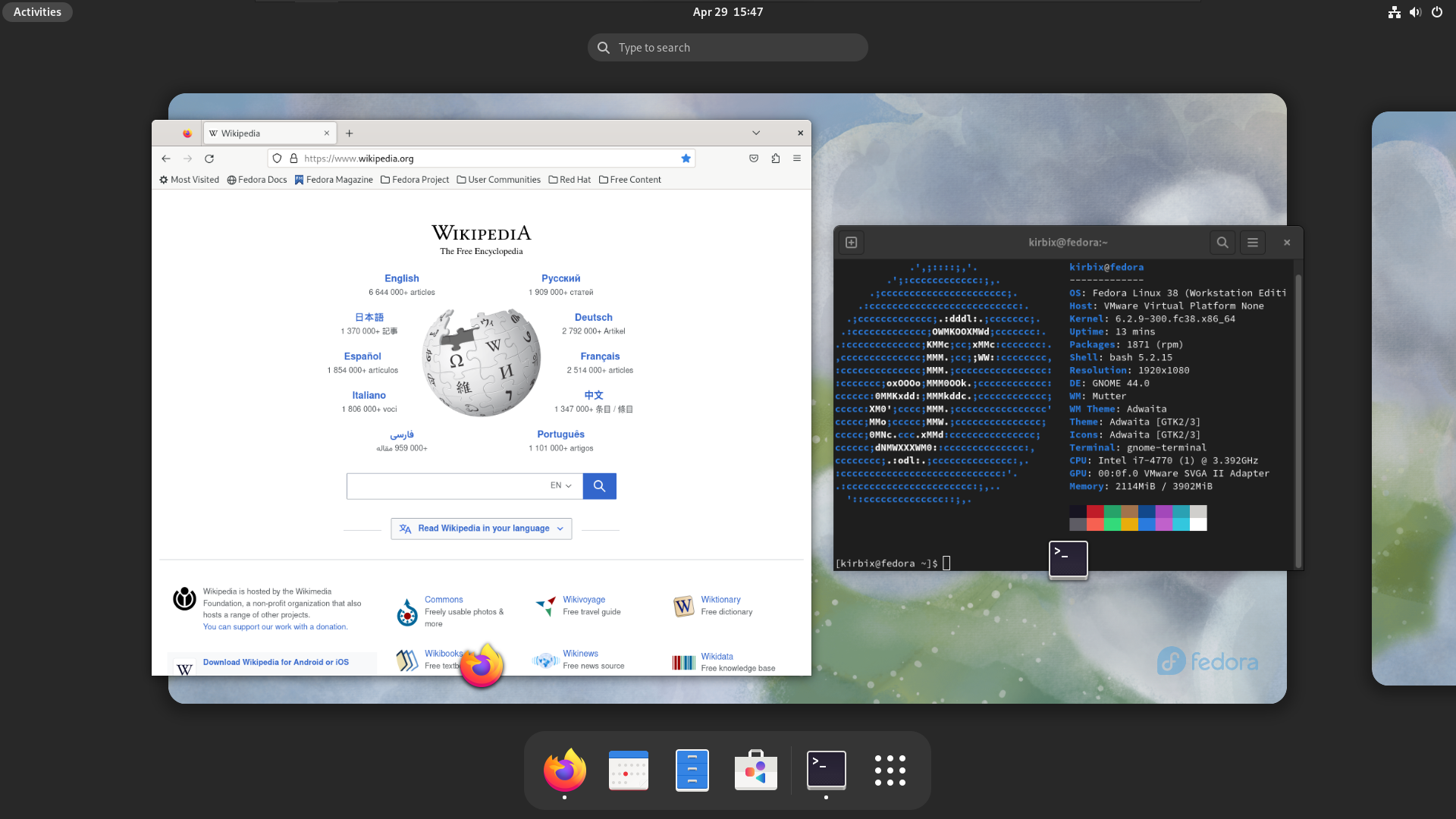
Fedora 38 Workstation avec GNOME 44.0.
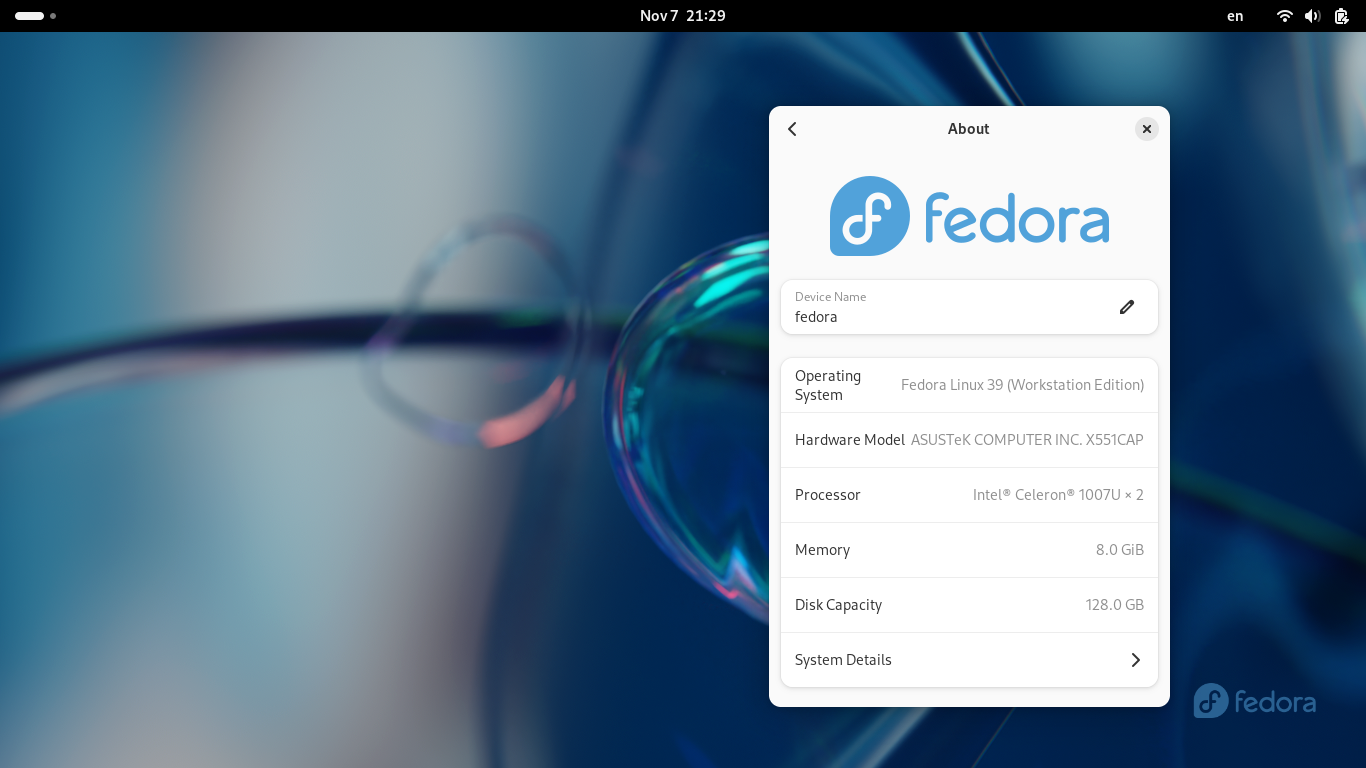
Fedora 39 Workstation avec GNOME 45.0.
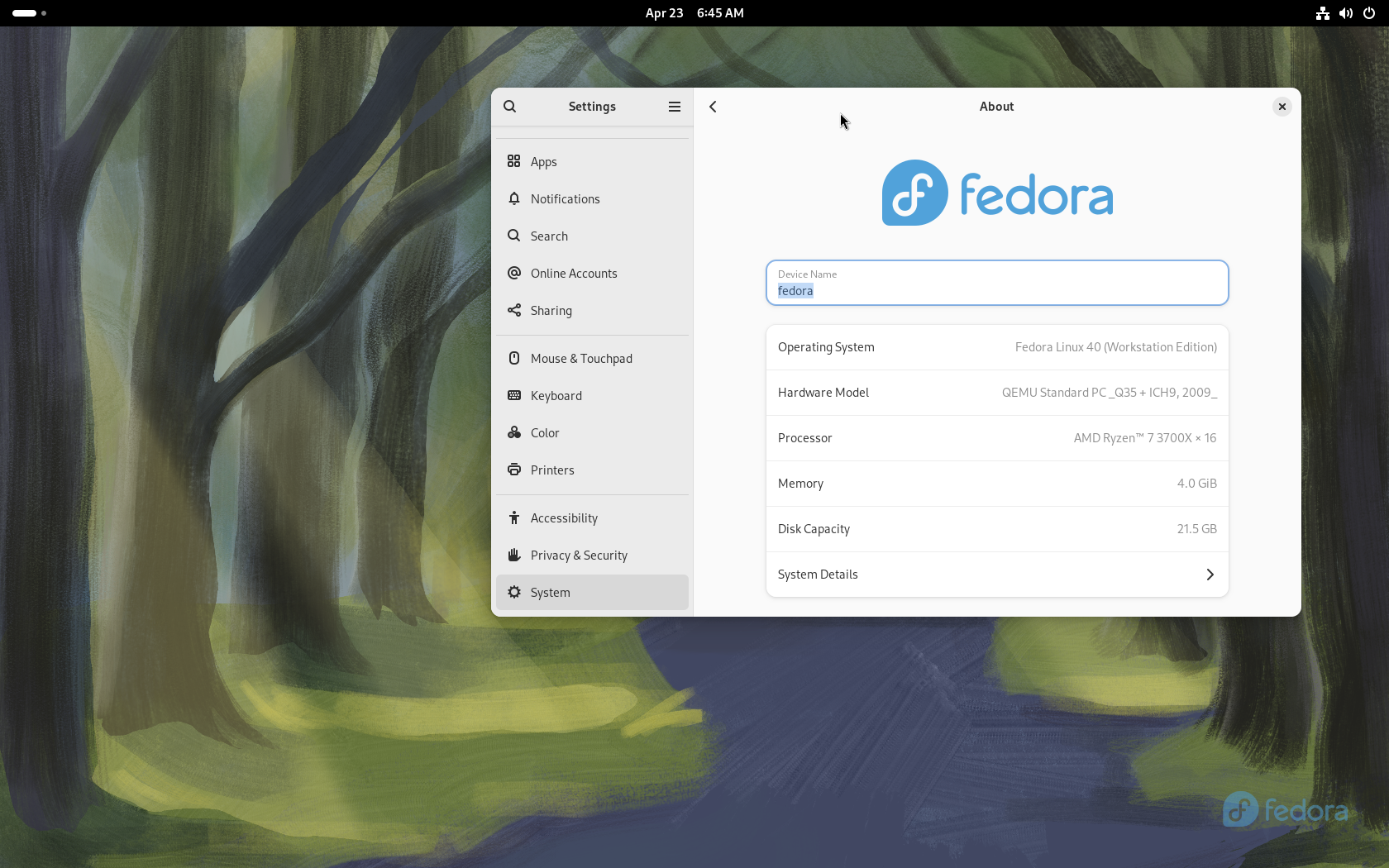
Fedora 40 Workstation avec GNOME 46.0.
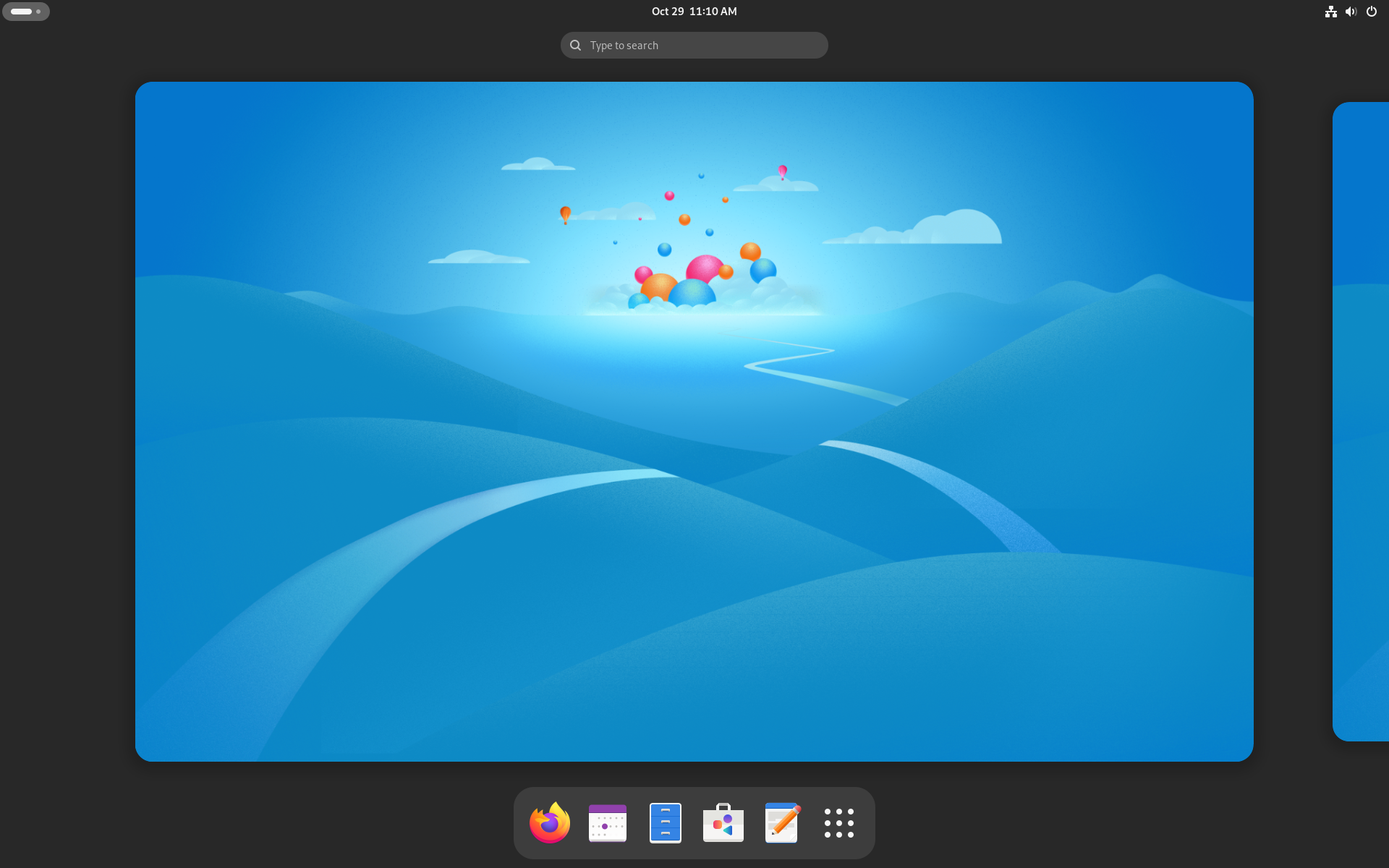
Fedora 41 Workstation avec GNOME 47.0.